# Chiesa di San Salvador
La chiesa del Santissimo Salvatore, vulgo San Salvador, è un luogo di culto cattolico di Venezia, situato in campo San Salvador, nel sestiere di San Marco, un luogo già ritenuto in passato il centro della città. La chiesa dà pure il nome ad un tratto delle Mercerie. 
Di antichissima fondazione, secondo la leggenda nel VII secolo, crebbe di importanza nel corso del Medioevo per venire quindi riscotruita dalla fondamenta a partire dal 1507 in forme ariose e monumentali su sovvenzione dello Stato veneto, ed è oggi collocabile tra le più grandi chiese veneziane.
A partire dal XII secolo la chiesa fu affidata alla cura dei canonici regolari che l'ebbero in cura sino al 1807. Venne dunque posta in cura al clero secolare assorbendo pure il titolo parrocchiale di San Bartolomeo. Oggi è una delle principali chiese della nuova Parrocchia del Santissimo Salvatore e Santo Stefano, che comprende la precente parrocchia di San Salvador e quelle di Santo Stefano, San Moisé e San Zaccaria. Nel territorio parrocchiale si trovano poi chiese rettoriali come la Rettoria di San Zulian e di Santa Maria del Giglio.
Nella chiesa sin dal 1267 si venerano le reliquie di San Teodoro, primo protettore di Venezia. La storia della chiesa si lega indissolubilmente a quella della Scuola Grande di San Teodoro. 
Tra le numerose sepolture presenti nell'edificio spiccano quelle di Caterina Corner, del doge Francesco Venier. Sono sepolti inoltre i fratelli cardinali Marco Corner e Francesco Corner e Bernardo Bembo (tomba dispersa). 
Collegato alla chiesa esiste tutt'oggi il grande complesso del Convento dei Canonici di San Salvador destinato a uffici amministrativi e di rappresentanza.

## Storia

### Fondazione

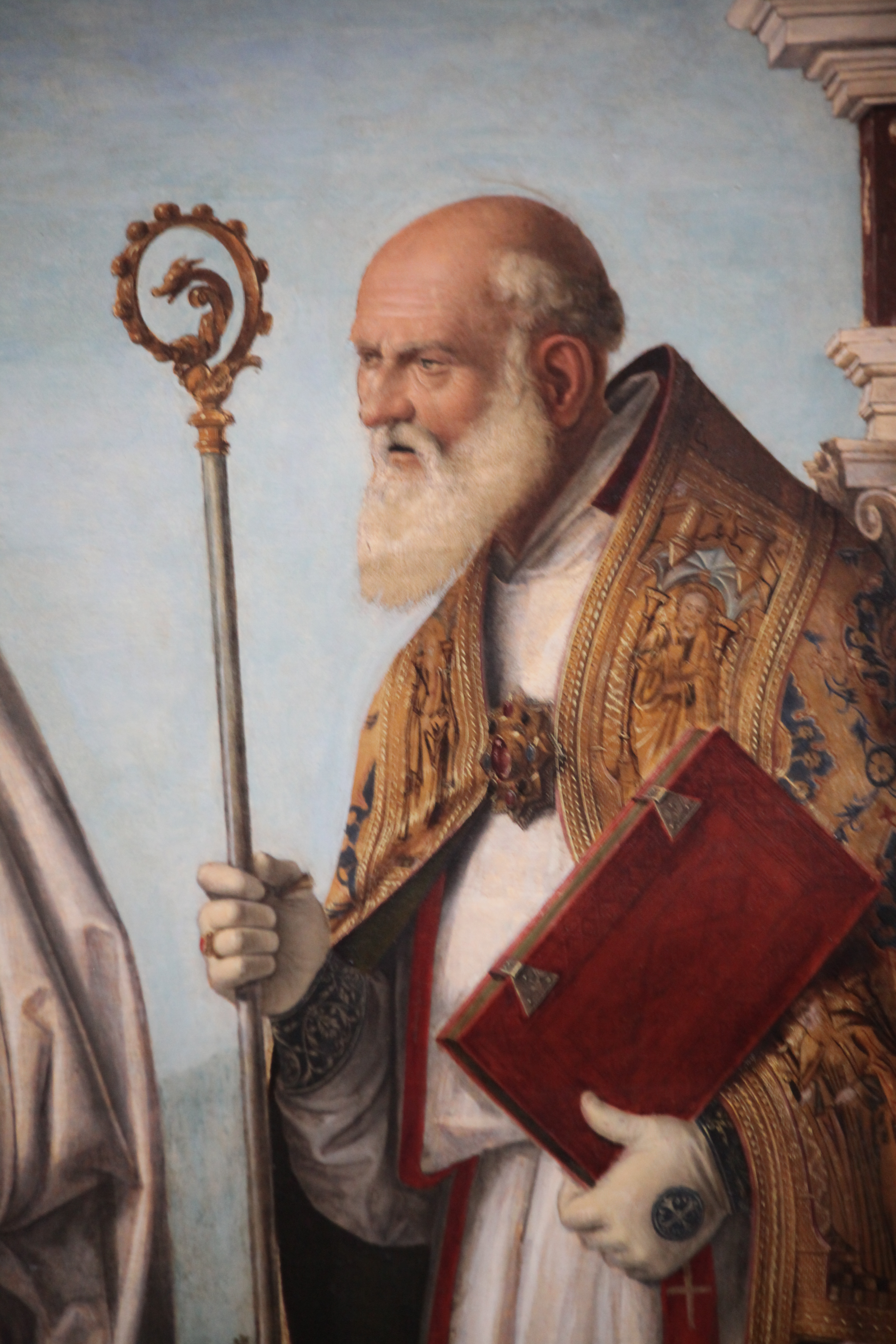
Cima da Conegliano, San Magno particolare dall'Incredulità di San Tommaso Secondo la tradizione fondò la chiesa di San Salvador

La chiesa è da annoverare tra i più antichi luoghi di culto della città e, come per le altre antiche chiese veneziane, ha origini che si perdono tra mito e leggenda: la tradizione, come ancora nel Settecento raccontava Flaminio Corner, la vorrebbe fondata nel 638 da san Magno, nativo di Altino e vescovo di Oderzo, con l'appoggio delle famiglie Carosio e Gattaloso. Marin Sanudo nel Cinquecento riferiva più estesamente che il vescovo avesse fondato otto chiese a cintura difensiva della città come gli era stato indicato in sogno «per revelatione, come dovesse vegnir in li lacuni dell'isole de Rialto, dove era comenzata una città in aqua a fabricar chiamata Venetia». La prima fu San Pietro di Castello, richiestagli da Pietro Apostolo nell'estremità orientale, cui seguì quella dell'Angelo Raffaele, che l'apparizione dello stesso angelo voleva al lato occidentale della città. Poi «li apparse Christo Giesu, salvator del mondo, et li ordinò etiam in mezo della città, zoè dil circuito che dovea esser, dovesse edificar una ghiesia in loco dove troveria una niola [nuvola] rossa, et cusì fe', et si chiamò San Salvador». Nella stessa apprizione magno veniva invitato a costruire una chiesa intitolata alla madre di Dio, l'attuale Santa Maria Formosa altre apparizioni lo portarono a fondare San Zaccaria e San Giovanni in Bragora verso sud, Santa Giustina e per ultimi i Santi Apostoli a completare il cerchio verso nord.
La cronaca altinate tramanda i nomi dei fondatori Kavanaricus Caverlarenus e del fratello Noele, parte del novero dei iudices padovani di stanza a Venezia, antichi discendenti di casa Noeli, attestata a partire dal XI secolo. 
Certamente il luogo di culto ebbe origine nell'Alto Medioevo, quando avrebbe assunto le prerogative di pieve e aumentando di prestigio solo dopo il XII secolo. Nel 1078 è attestato il primo pievano, mentre nell'anno 1141 grazie all'iniziativa del pievano Bonfilio Zusto, la chiesa veniva trasformata da parrocchiale a collegiata riformata, pervenendo a un gruppo di canonici votati alla regola di Sant'Agostino. Ma già prima, intorno al 1153, ci rimane notizia di alcuni lavori di ristrutturazione, non meglio definiti, e ripresi dopo il grave incendio del 1167. 
La chiesa rinnovata fu consacrata dal papa Alessandro III nel 1177.

### I canonici agostiniani
Sin dall'inizio incorse in una serie di dispute con il vescovo di Castello e le parrocchie vicine, ma vennero presto superate grazie al riconoscimento di papa Innocenzo II che nello stesso 1141 concedeva alla comunità la protezione apostolica, il diritto all'elezione del proprio priore e le decime che già spettavano alla vecchia parrocchia. Forte di queste prerogative, negli anni successivi San Salvador tentò a sua volta di espandere i propri confini a discapito delle pievi contermini, in particolare San Bartolomeo. Solo nel 1299 le liti tra le due parti furono risolte grazie a un accordo che ridefiniva i limiti dei rispettivi territori e la partizione delle decime (raccolte dai Procuratori di San Marco e da questi suddivisi alle due parrocchie).
Tra il Trecento e il Quattrocento la spinta riformistica che aveva animato i secoli precedenti venne meno e la comunità attraversò un periodo di decadenza spirituale e materiale. Nel 1441, tuttavia, grazie all'interessamento di papa Eugenio IV (il veneziano Gabriele Condulmer) la comunità venne rinnovata con l'insediamento dei canonici regolari della Congregazione del Santissimo Salvatore lateranense.

### La chiesa medievale
Della chiesa primitiva non si hanno che informazioni vaghe, con un particolare riferimento ad un pavimento aperto da grate di ferro sotto cui attraverso «un passaggio sono condotte le acque». Si attestano lavori nel 1153, ma il 15 settembre 1167 un incendio danneggia l'edificio, lo stesso che, evidentemente restaurato, il 29 agosto 1177 consacrava papa Alessandro III.
Nel 1184 si avvia la riedificazione della chiesa che nel 1204 risulta investita di privilegi di notevole importanza, come quelli concessi al suo priore quali l'utilizzo della mitria e del pastorale.
La chiesa assunse un aspetto a pianta basilicale, a tre navate, abside circolare e transetto. Quest'ultimo, alto quanto la navata centrale risultava accorciato al livello della larghezza delle navate minori, similmente al Duomo di Murano. Al centro della crociera, una cupola che nel 1365 venne coperta da un tiburio monumentale, come monumentale appariva la parte esterna dell'abside, mossa da profonde nicchie. La facciata, che si rivolgeva ad un campo ben più ampio dell'attuale, era caratterizzata da un ampio portico. Sul lato settentrionale, la porta alle Mercerie, esisteva probabilmente un protiro stretto dagli edifici che ancora affiancano la chiesa attuale. Proprio la presenza di fabbriche diverse ad attorniare una chiesa monumentale è quello che caratterizza il complesso nella più esaustiva rappresentazione della chiesa medievale, quella compiuta dal de' Barbari nella sua Veduta di Venezia.

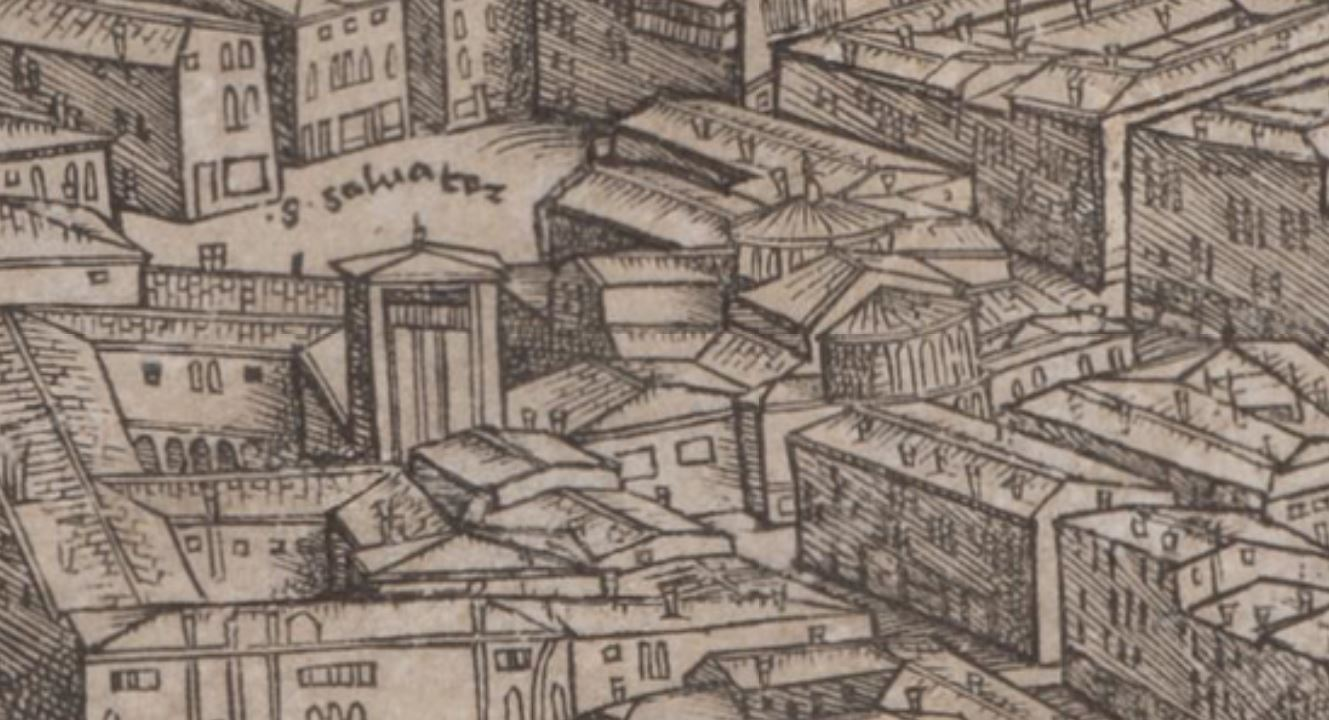
La chiesa medievale vista da Jacopo de' Barbari nella sua celebre Veduta di Venezia.

Sopra il portico posto lungo la facciata della chiesa esisteva la sede della Scuola dei battuti dedicata a San Teodoro, ricostituita nel 1268 e responsabile, assieme ai canonici, del corpo, della cappella e della dignità del culto del santo di Amasea. In questo albergo della confraternita, riconosciuta poi Scuola Grande di San Teodoro, esisteva anche un'imponente cucina, posta accanto alla facciata della chiesa, al piano terra, dove venivano preparate le pietanze da servire agli indigenti. L'altare della Scuola, con le reliquie celate dietro a una grata dorata, si trovava nei pressi dell'ingresso, sulla destra rispetto all'altare maggiore. Il catino absidale era decorato a mosaico con la raffigurazione del Pantocratore, adorato dalla figura del committende della decorazione, il doge Marino Morosini. Il grande campanile, riferible al XII secolo, rimase incompiuto in altezza; ad oggi è l'unica struttura del complesso medievale che ancora sopravvive.

### La nuova chiesa
Il riaccendersi della devozione a San Teodoro, avviatosi dopo l'arrivo delle sue reliquie a Venezia, il riconoscimento da parte della Repubblica del ruolo soprannaturale che ebbe il Santo nella maturazione dello Stato – nel 1450 la festa venne elevata a solenne andata ducale – e la sempre più nutrita presenza di notabili e delle più alte cariche della Serenissima alle liturgie quotidiane celebrate in chiesa – divenuta una sorta di altra San Marco – furono tra i motivi che spinsero a ragionare sulla riedificazione dell'edificio, al principio del XVI secolo. Il primo fautore del rinnovamento del complesso fu il priore Antonio Contarini che, anche se eletto patriarca di Venezia nel 1508, fino alla morte si pronunciva per il rifacimento della chiesa che vedeva come sorta di specchio di un rinnovamento dello spirito della canonica agostiniana. Sebbene un folto gruppo di cittadini si dimostrò contrario all'abbattimento del vecchio tempio a pianta basilicale, ritenuto lo stesso costruito da san Magno, nel 1506 si decise per una completa ricostruzione con la diretta partecipazione finanziaria della Repubblica, ciò anche grazie alle insistenze presso il Consiglio dei Dieci di figure come Giorgio Emo e Bernardo Bembo. A tracciare il progetto della nuova chiesa fu il proto di San Marco Giorgio Spavento. Demolito il vecchio tempio a tre navate nei primi mesi del 1507, il 25 marzo dello stesso anno venne calata la prima pietra; la costruzione partì dal presbiterio. Si occupò il sedime della vecchia chiesa con un edificio elevato dal suolo, ben più ampio del precedente, tanto che le navate occuparono gran parte del vecchio portico e del campo. La costruzione proseguì a rilento: lo Spavento, caduto malato, fu affiancato quasi subito da Pietro e Tullio Lombardo, quest'ultimo prese le redini del cantiere alla morte dello Spavento, nel 1509. Nel 1520 Antonio Contarini, nelle vesti di patriarca, celebrava solennemente nel nuovo presbiterio, separato dal resto del cantiere da un muricciolo, spronando la prosecuzione dei lavori. Nel 1526 Giorgio Corner ottenne la concessione di occupare le testate del transetto con due monumenti da dedicare alla sorella, la regina Caterina, e al figlio, il cardinale Marco. Nel 1528 finalmente si poté abbattere il muro che separava il presbiterio dalle navate.
La chiesa venne aperta solennemente al culto il 16 ottobre 1530 con una cerimonia liturgica imponente e memorabile.
La fabbrica continuò a ricevere attenzioni anche dopo l'apertura: ai Lombardo subentrò Jacopo Sansovino, ma solo nel 1565 Vincenzo Scamozzi riuscì a risolvere la problematica data dall'oscurità aprendo le lanterne sul colmo delle cupole. Nel 1569 venne eretto in controfacciata un coro pensile, probabilmente composto in buona parte di legno e su progetto dello stesso Scamozzi. La facciata restò incompiuta sino al 1649 quando, grazie al lascito del mercante Jacopo Galli, si poté completare sul fastoso progetto di Giuseppe Sardi. La chiesa venne consacrata il lunedì dell'Angelo del 1739, 30 marzo. Nel 1741 il coro pensile bruciò e seguì un restauro che portò alla sua completa eliminazione e all'erezione dei primi due altari che si incontrano dalla porta maggiore.

### L'Ottocento
Con l'avvento di Napoleone, nel 1807, anche la canonica di San Salvador fu soppressa. I suoi beni passarono al demanio e il monastero fu convertito in caserma, mentre la chiesa divenne parrocchiale sotto la giurisdizione del patriarcato di Venezia. Nel 1810 estese la giurisdizione sul territorio che era stato di San Bartolomeo. Nel 1816 si alleggerì la facciata di alcune sculture, mentre 6 agosto 1848 venne colpita da un bombardamento austriaco. La chiesa subì una chiusura tra gli anni 1868 e il 1879 per via delle pressanti necessità di restauro; i lavori coinvolsero l'intero complesso, tra cui l'abside. Negli ultimi anni dell'Ottocento si intervenne sul campanile medievale incompiuto, che venne completato in semplice stile cinquecentesco e dotato di un nuovo concerto di sei campane in Re3 fuse presso la fonderia Daciano Colbachini di Padova e consacrate dal patriarca Sarto. 

### Fatti recenti
Dagli anni Duemila nella chiesa si riunisce periodicamente in preghiera un gruppo di famiglie che hanno perso un figlio prematuramente. Questa unione è stata invitata alla devozione dei pastorelli di Fatima da Papa Francesco, in occasione di un'udienza particolare nel 2022. Nel 2024 la comunità ha accolto in dono due reliquie di Francesco e Giacinta, che ora si trovano esposte presso l'altare dei Santi Nicolò e Leonardo, già luogo della devozione alla Madonna di Lourdes.

## Descrizione

### Esterno
L'imponente edificio si inserisce tra fabbricati e le alte case d'abitazione che caratterizzano quest'area della città in maniera suggestiva, risultando però poco leggibile nel suo insieme. Risulta ben visibile l'abside dalle Mercerie, mosso da arcate cieche binate, sormontato da un angelo di chiara origine medievale, probabilmente già presente sulla cupola dell'antica San Salvador. Le cupole paiono coperte da tetti a falda e mosse solo dalle esili lanterne. Il fianco che dà alle Mercerie mostra la testata del transetto, mentre tra le fabbriche di abitazione, già anticamente pertinenti alla chiesa, è aperto un voltone sopra la scalinata che conduce al portale laterale cinquecentesco. Il volto mostra cospicue tracce di decorazione ad affresco solitamente indicati all'ambito tizianesco. Compare San Teodoro che uccide il drago, e una confermazione dei privilegi dei canonici data per mano papale. Sul soffitto una sbiadita Trasfigurazione, episodio evangelico cui si rimanda il titolo della chiesa. Sulla parete destra l'effige e lo stemma di papa Alessandro III: ricorda che oltre ad aver consacrato la chiesa, nel 1177, pernottò in anonimato sotto il portico di San Salvador.

#### La facciata

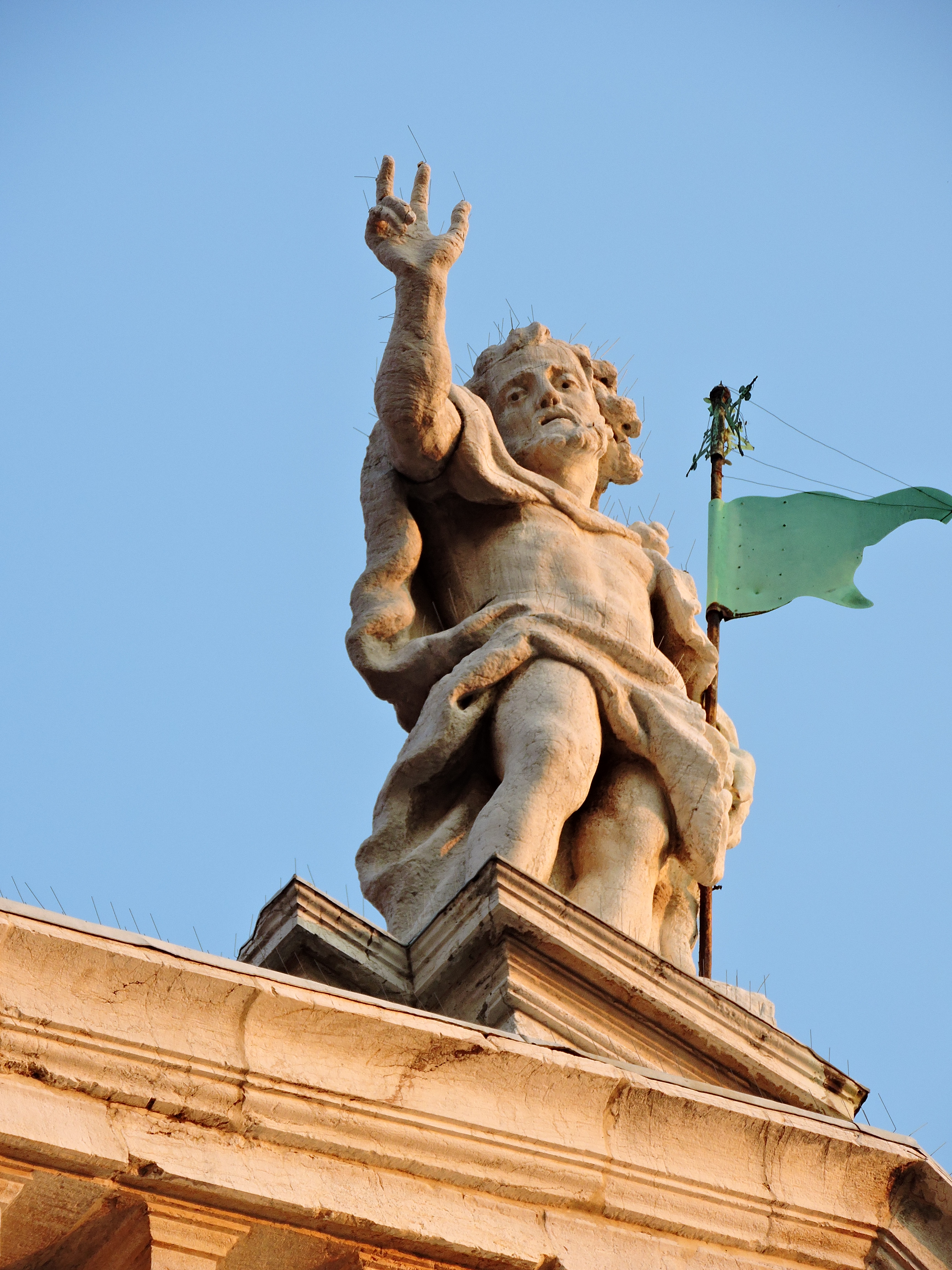
Il Cristo Risorto e benedicente posto al vertice della facciata.

La facciata è frutto del lascito testamentario di 50.000 ducati che Giacomo Galli, nel 1663, permise il definitivo completamento della chiesa. La facciata venne alzata su progetto di Giuseppe Sardi in bianca pietra d'Istria. Presenta la suddivisione verticale in due ordini e una tripartizione orizzontale con la parte centrale più ampia delle altre. L'ordine inferiore imposta le quattro possenti colonne di ordine composito su alti plinti. Contribuiscono a sottolineare la monumentalità delle semicolonne le coppie di lesene che le affiancano che, in minor rilievo, le affiancano. Dei festoni e delle protomi leonine ornano la cornice all'altezza dei capitelli sotto una trabeazione conclusa da una dentellatura che sostiene l'ultima modanatura fortemente aggettante. Il portale segue la monumentalità della facciata, con un timpano triangolare che si imposta sulla trabeazione sostenuta da due semicolonne affiancate, questa volta solo verso l'esterno, da lesene leggermente accennate. All'interno del timpano si trova il busto del donatore, Giacomo Galli. Le ali laterali sono aperte da finestre rettangolari timpanate sopra cui sono collocate delle lapidi commemorative. L'ordine superiore riprende con meno rilievo l'armonia dell'inferiore. In corrispondenza delle quattro semicolonne sottostanti sono collocate quattro statue allegoriche delle virtù; sopra ciascuna è inserita nel semipilastro la testa di putto che sostiene un inconsueto modiglione raccordato alla dentellatura soprastante. Al centro troviamo una finestra definita da due archi concentrici impostati su quattro pilastri di chiara derivazione palladiana. Il timpano sommitale interessa solo la parte centrale, mentre cinque statue, santi ai lati e il Salvatore all'apice del timpano, sono distribuite su tutta la larghezza. Sia le statue sommitali che quelle sopra le semicolonne sono attribuibili a Bernardo Falconi.

Le incisioni del Carlevarijs e del Visentini documentano la presenza di ulteriore statue decorative, figure giacenti lungo i timpani e due putti eretti sopra le semicolonne del portale. Queste, per problemi di statica, furono in parte rimosse nel 1819 (Cicogna) nel numero di sette su quindici.

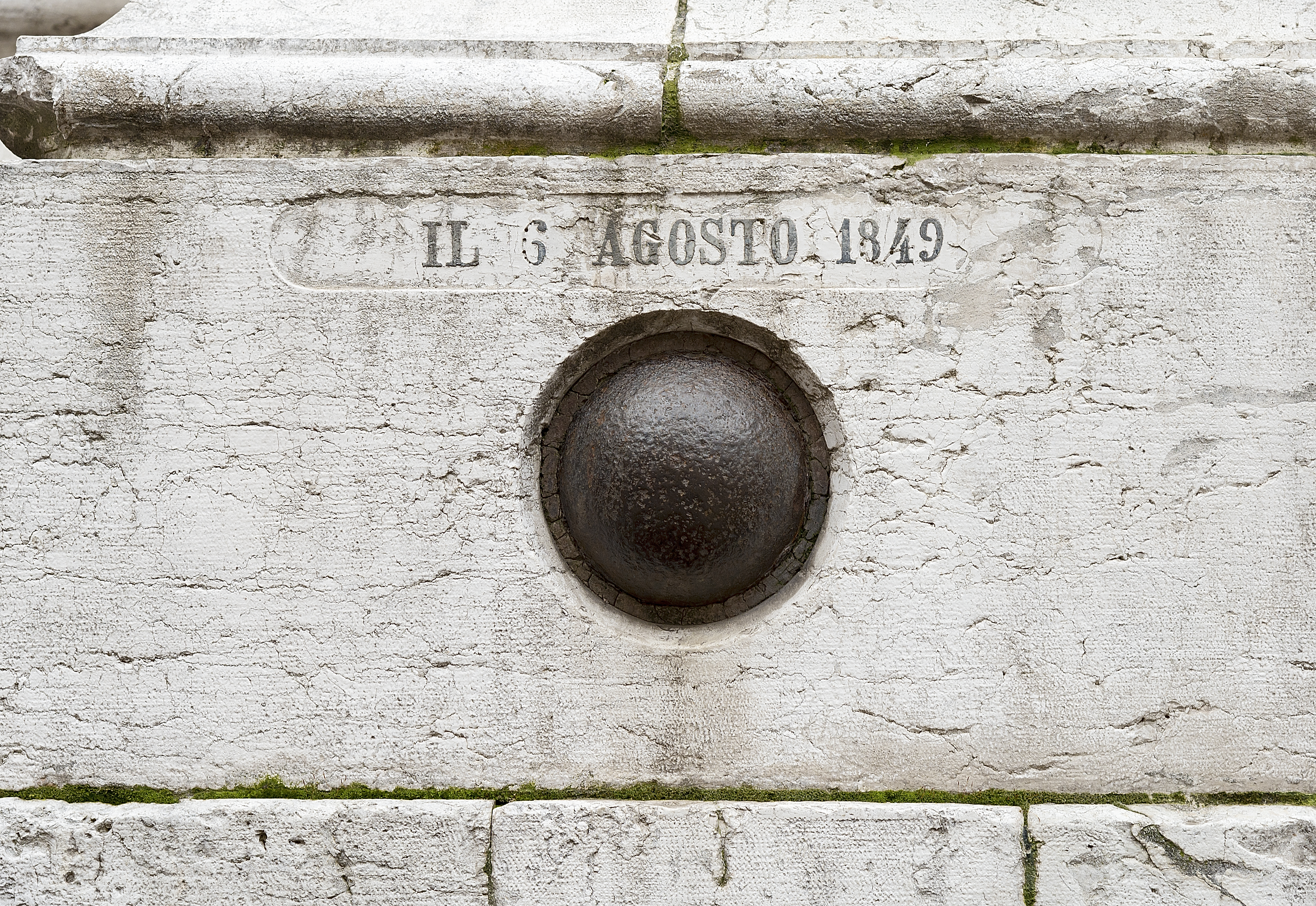
La palla di cannone in facciata.

Sul lato sinistro della facciata, alla base del primo pilastro, si può notare incastrata nel muro una palla di cannone. La chiesa infatti fu colpita nell'assedio del 1848-1849 durante uno dei tanti bombardamenti che le truppe austriache dal forte Marghera inflissero alla città, autoproclamatasi repubblica indipendente sotto la guida di Daniele Manin. Il proiettile si conficcò nel punto dove ancora oggi è visibile, senza arrecare ulteriori danni alla struttura. Un'incisione sopra la palla di cannone rievoca l'episodio.

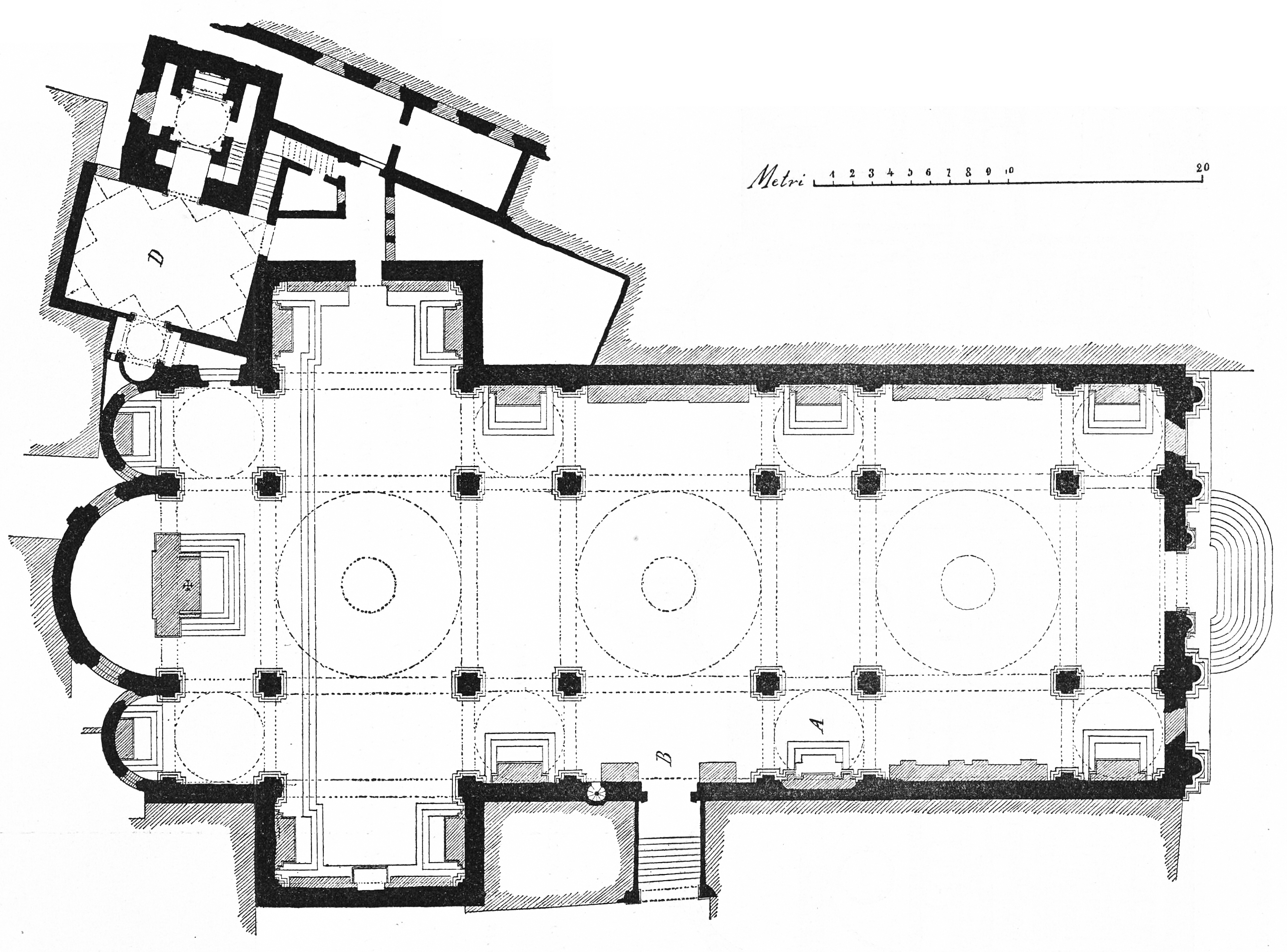
Pianta della chiesa di San Salvador

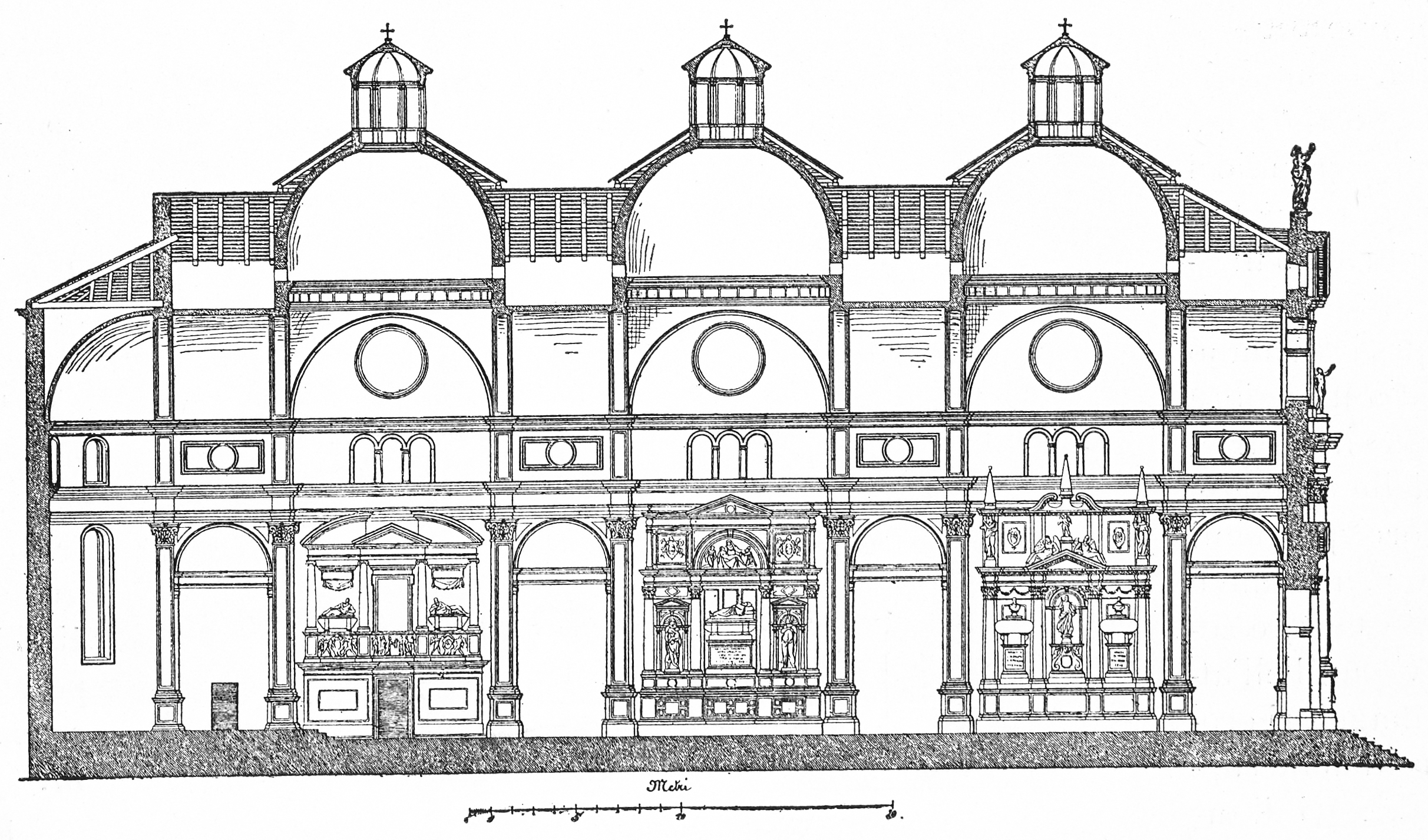
Sezione longitudinale della chiesa

### Interno
L'interno segue la tripartizione orizzontale della facciata, con tre cupole dello stesso diametro impostate lungo l'asse longitudinale della chiesa. Le cupole seguono uno schema a quinconce, detto anche a quincunx. Ogni cupola prevede quattro cupole minori poste ai vertici del quadrato sul quale poggia il perimetro di imposta delle cupole principali. Queste ultime hanno in comune le cupole interne della pianta, raggiungendo così il numero di sei cupole minori poste nelle navate laterali della chiesa. Lo schema a quincunx è legato all'architettura bizantina e conseguentemente alle origini dell'architettura veneziana: altri esempi veneziani di questa disposizione sono la Chiesa di San Giovanni Grisostomo e la Chiesa di San Nicolò di Castello (distrutta con le soppressioni napoleoniche del 1810). Questo schema viene completato da un transetto e da tre absidi semicircolari, di cui una, la maggiore, completa la navata centrale. Ogni altare minore risulta coperto da un modulo a tre arcate che sostengono una cupola, come fosse coperto ognuno da un piccolo ciborio.

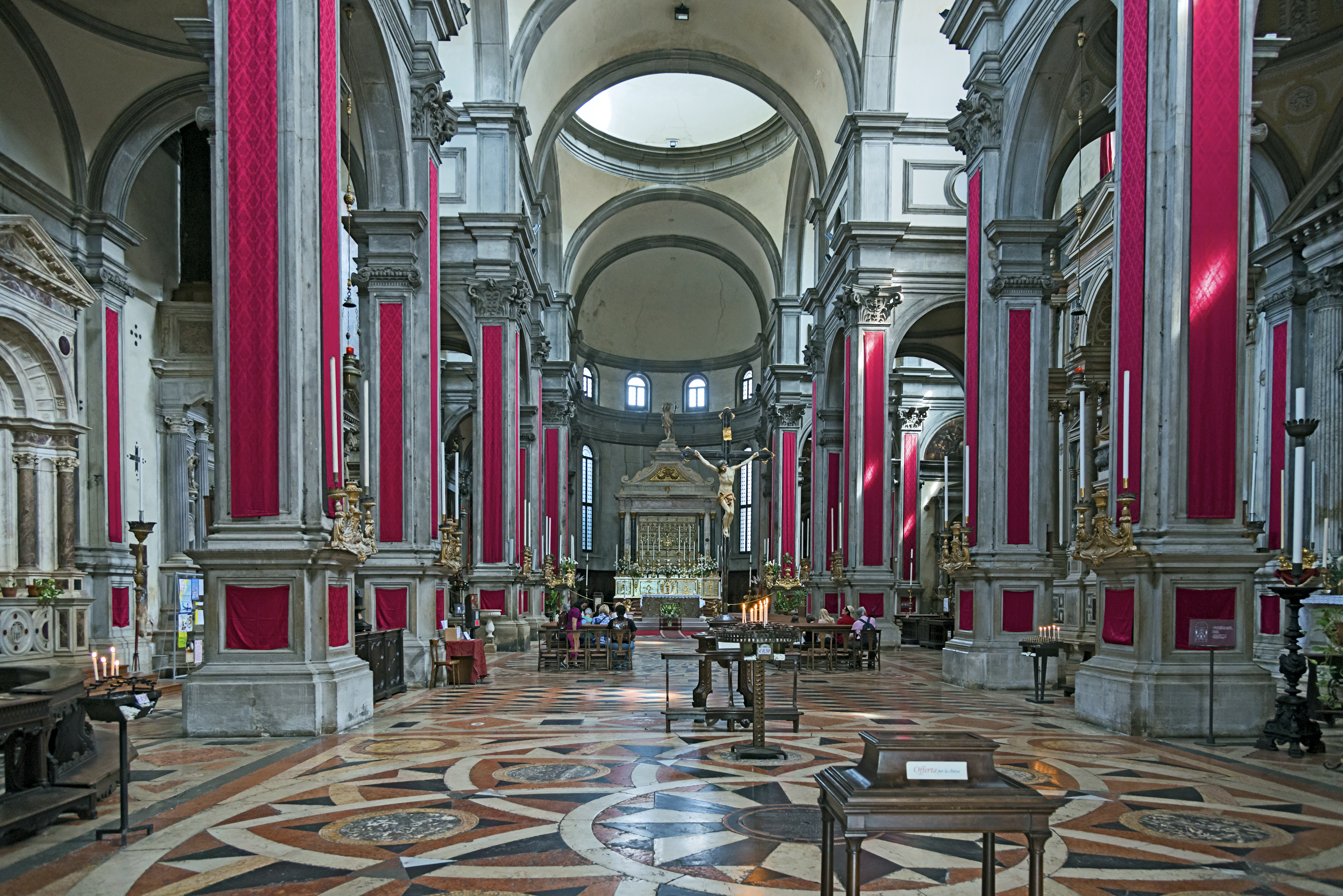
L'interno della chiesa, decorata con gli apparati in occasione delle solennità liturgiche.

Gli archi che sostengono le cupole sono impostati su un totale di dodici pilastri di ordine composito, sei per parte, che dividono la chiesa in tre navate. Le paraste del registro maggiore si concludono in splendidi capitelli, riferibili all'opera di Tullio Lombardo e terminanti in fiori diversi: volti, maschere e leoni marciani andanti e in moeca.
Come in altre chiese veneziane e dell'entroterra veneto, per le grandi festività dell'anno liturgico San Salvador viene parata da stoffe rosse e preparata con apparati effimeri.

#### Pavimento e sepolture

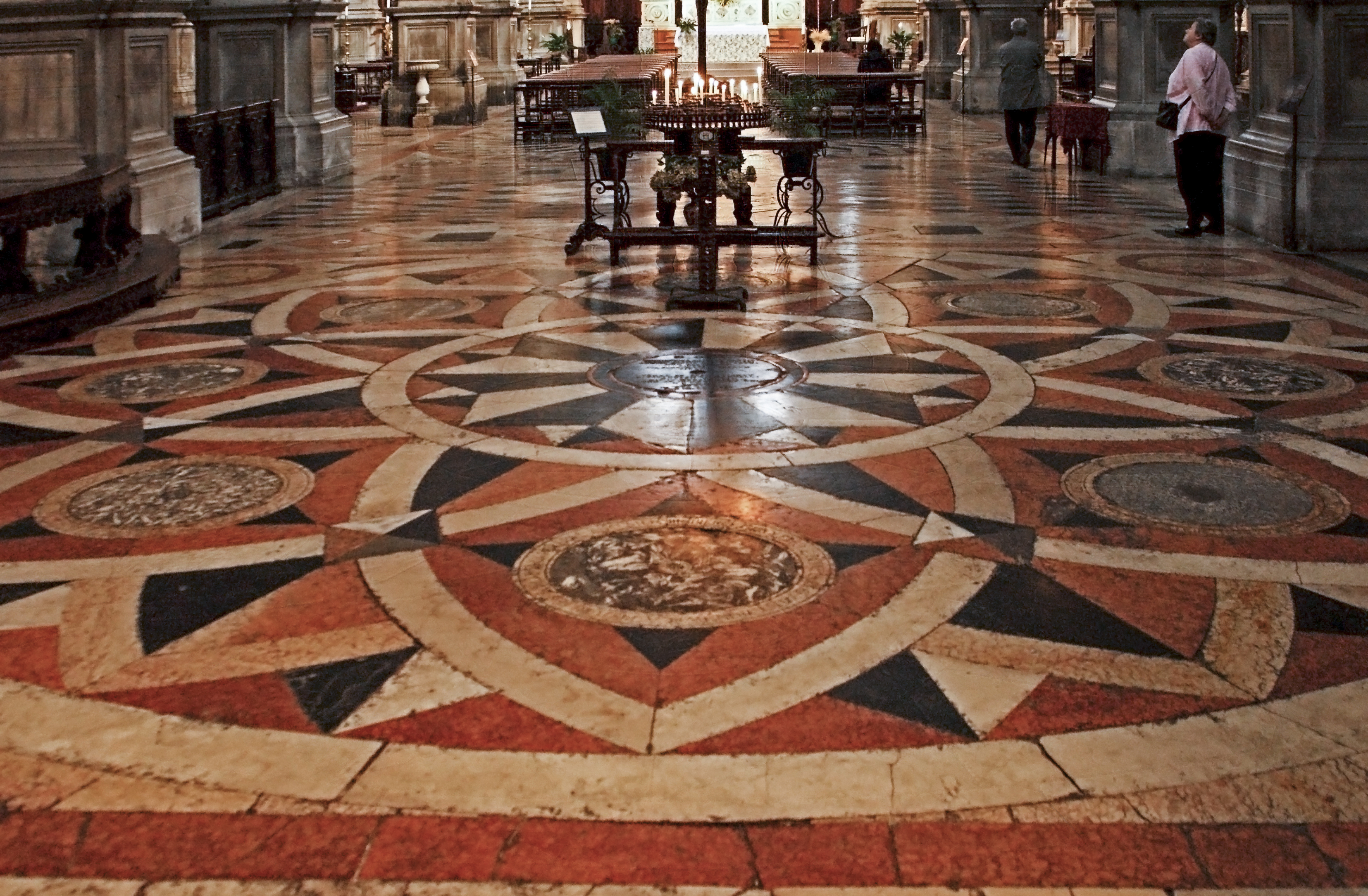
ll complesso pavimento a marmi policromi.

La circolarità delle cupole maggiori si rispecchia a terra in splendide tarsie marmoree dove prevale il gioco cromatico di tre diverse pietre, il rosso di Verona, il bianco di Asiago e il nero di Marquinia, giocati varimente in ogni porzione corrispondente le tre cupole. Il lavoro è il risultato di interventi che si sono susseguiti nel tempo, anche grazie alle sepolture terragne che hanno permesso di completare, per mezzo dei lasciti, il vasto programma che, anche se protrattosi nel tempo, rispetta una certa coerenza generale. La prima parte fu probabilmente quella corrispondente alla cupola di mezzo, tra il monumento Venier e la porta verso e Mercerie, forse compiuta intorno al 1561 su progetto del Sansovino. La seconda fu quella che si trova ai piedi del presbiterio ed è legata alla figura del mercante Bartolomeo Bontempelli, operante al "fondaco del Calice" e originario di Brescia, che volle per sé e i suoi familiari la camera sepolcrale posta sotto la prima cupola, acquisita nel 1586. Avuta la tomba fece incrostare di marmi quella porzione di chiesa. Più tarda è probabilmente la porzione verso la porta maggiore, disseminata di diverse lastre di sepolcri terragni, numerose infatti sono le camere sepolcrali presenti sotto l'edificio. In alcuni punti, intorno ai primi altari, sono visibili lastre tombali di recupero del secolo XVI, che vennero reimpiegate per concludere il calpestabile. La parte verso la porta maggiore venne restaurata a seguito dell'incendio del 1741. 
Recentemente il sepolcro Bontempelli è stato scoperchiato e richiuso da una lastra di vetro per permettere la visione degli affreschi a tema religioso che lo decoravano. La camera sepolcrale è stata vuotata.

#### Cappella maggiore
Il presbiterio, poco ampio, si caratterizza per il prezioso pavimento, la conca absidale in pietra aperta da due lunghe monofore e mossa, sopra la cornice marcapiano, da quattro aperture più basse ad illuminare la macchina d'altare. Dietro all'altare spicca sospeso il grande stemma di papa Eugenio IV.
L'iscrizione sottostante ricorda la rifabbrica della chiesa e il 1528, anno in cui fu resa praticabile, ottantasei anni dopo che il pontefice Eugenio IV consegnò la chiesa ed il convento del Santissimo Salvatore di Venezia ai canonici regolari della congregazione di San Salvatore di Bologna.
Gli stalli lignei a doppia altezza sono posti dietro al dossale e sono probabilmente frutto di un rifacimento asseribile al XVIII secolo. 

##### L'Altare Maggiore
Compiuto entro il 1534 è straordinaria opera di Gugliemo dei Grigi che coronò il fastigio superiore con uno splendido Cristo Risorto a grandezza naturale reggente il vessillo della Resurrezione. La statua è immersa nella luce che penetra dal cleristorio superiore, scelta oculata dell'artista. Curiosa la finitura del braccio del Risorto, fatto di legno e fissato alla pietra arenaria, probabilmente pensato per una spettacolare movimentazione in occasione delle liturgie pasquali. Nel complesso si tratta di un'opera di notevole eleganza, giocata sul sapiente utilizzo delle cromie dei marmi e delle raffinate decorazioni, in parte riprese da doratura. Un linguaggio del tutto personale, che sposa la tradizione tardoquattrocentesca veneta con la severità classicista del secondo e terzo decennio del Cinquecento. La magnifica mensa è affiancata dalle mensole su cui venivano posti i candelieri, a rispetto della tradizione veneto-bizantina che dà piena visione della pala in quanto carica della sacralità propria delle icone; non a caso la macchina architettonica venne pensata per l'onstensione di una pala d'argento, sorta sul modello della pala di San Marco a partire dal XIV secolo. Il complesso è stato restaurato dalle mani di Ottorino Nonfarmale nel 1998. 
Alle spalle del monumentale dossale è stata fissata, in via provvisoria (1968), la pala raffigurante San Giacomo di Girolamo da Treviso che già decorava l'altare ora della Santa Famiglia.

##### La pala della Tasfigurazione

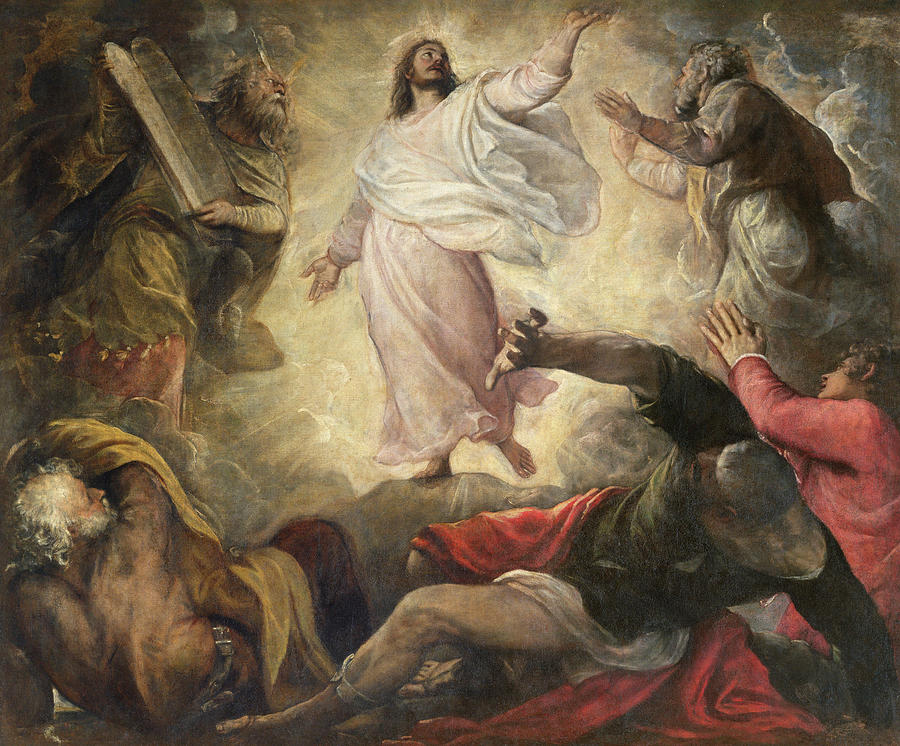
Trasfigurazione di Tiziano Vecellio

L'opera raffigurante la Trasfigurazione di Cristo venne consegnata da Tiziano Vecellio intorno al 1563 e funge da copertura della retrostante pala d'argento. Sull'altare precedente esisteva un'opera di Giovanni Bellini, una tavola commissionata nel 1484 di cui si conserva un frammento del volto di Cristo presso le Gallerie dell'Accademia. Danneggiata probabimente dalle movimentazioni attuate per ostendere la sottostante pala d'argento, venne collocata in sacrestia e poi smembrata. Probabilmente il perduto dipinto di San Salvador servì da modello per la Trasfigurazione che lo stesso Bellini dipinse per Vicenza.
L'opera attuale appartiene all'intenso periodo della piena maturità del Vecellio sebbene dipinta in più riprese sino alla consegna della pala. La figura centrale è il Cristo trasfigurato, collocato tra cielo e terra al centro verticalmente ma nella porzione superiore della tela. Tiene le braccia sollevate mentre guarda verso l'alto, il divino. La veste bianca abbaglia, mossa impetuosamente dal vento. A sinistra Mosè segue la scena sostenendo le Tavole della Legge mentre dall'altra Elia, di profilo e colle braccia sollevate dallo stupore, osserva il volto del Cristo. Sotto, di dimensioni maggiori, tre Apostoli ricadono a terra, colpiti dall'energia e dal bagliore dell'apparizione: il primo a sinistra, di scorcio, si appoggia al terreno con un braccio mentre solleva l'altro per coprirsi gli occhi, abbacinati dalla luce. Lo stesso compie l'altro discepolo, alquanto scorciato e posto quasi al centro, quasi colto da una deflagrazione. Il terzo, di profilo, con le mani alzate e giunte in preghiera si rivolge al Trasfigurato.

##### La pala d'argento

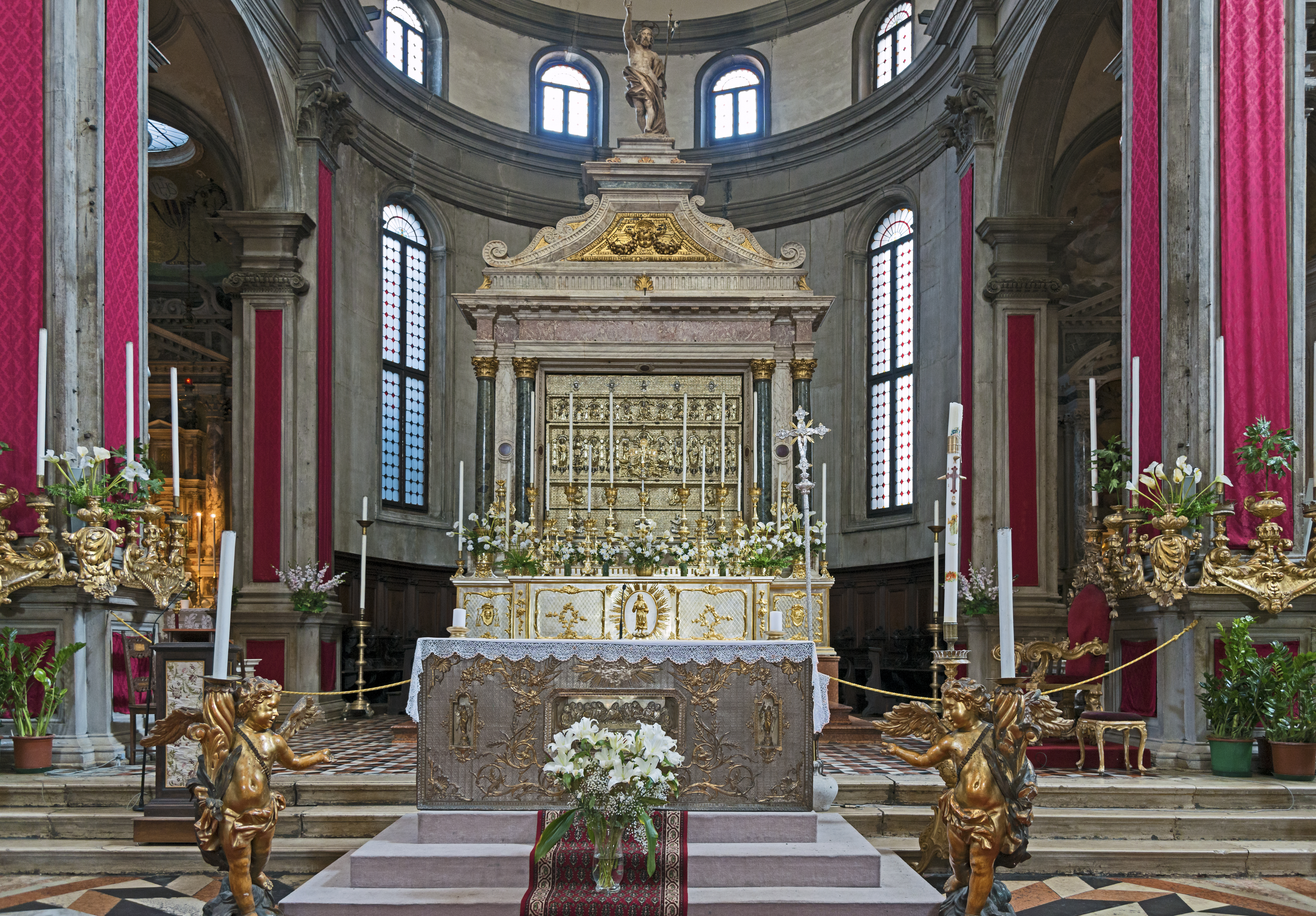
La Pala d'argento scoperta per una celebrazione festiva

Entro il contenitore Cinquecentesco – architettura e altare stesso – si conserva un manufatto del passato tardo medievale di San Salvador: entro lo spessore dell'alzata, celata nei giorni feriali dalla pala di Tiziano, è inserita la pala d'argento dorato, imponente opera orafa asseribile ai secoli XIV e XV, accuratamente pulita e restaurata nel 2010. Sebbene si pensi sia nata originariamente nata come paliotto, le grandi cerniere presenti tra le tre parti centrali suggeriscono già un utilizzo ad ostensione, cioè che venisse aperta e mostrato in particolari momenti liturgici dell'anno, come già accadeva con la pala d'oro di San Marco.
Figura a perno del complesso è la Trasfigurazione di Cristo, particolare l'uso dei raggi che dipartono dai lati della figura di Cristo, a richiamo degli scritti evangelici. Gran parte delle figure presenti sulla pala hanno gli occhi rivolti alla scena centrale: ii due lati Mosé ed Elia, in ginocchio, a riconoscere la divinità di Cristo; i discepoli Pietro Giacomo e Giovanni, sopraffatti dalla luce; i Santi entro le elaborate edicole gotiche, Paolo, Agostino, Pietro e Maria Maddalena (gruppo a destra), Giovanni Battista, Ambrogio (?) Teodoro e Caterina d'Alessandria (gruppo a sinistra). Sull'ordine superiore domina la Vergine col bambino e due angeli adoranti, ancora Isaia e Zaccaria (?), Benedetto, Stefano, Giovanni apostolo, Antonio Abate e Lorenzo. In basso, tra il tetramorfo, è raffigurato un priore di San Salvador parato delle insegne episcopali. La parte basale risale ad un intervento Ottocentesco, con l'aggiunta delle figure dei quattro dottori della Chiesa che contornato il libro dei sette sigilli su cui giace l'agnello immolato: è il simbolo del Cristo Crocifisso che, dopo la Resurrezione, svelerà il misterioso libro della storia. La fenice tra le teste di cherubini, rinasce dalle sue ceneri con le ali colme degli aromi del Libano, simbolo della Resurrezione del Cristo. 
La pala d'argento viene esposta ai fedeli in alcune particolari occasioni durante l'anno, in date fisse a Natale e a Pasqua nella durata dell'Ottava, solennemente nel giorno della festa della Trasfigurazione.

#### Parte sinistra (dal presbiterio)

##### Cappella del Santissimo Sacramento

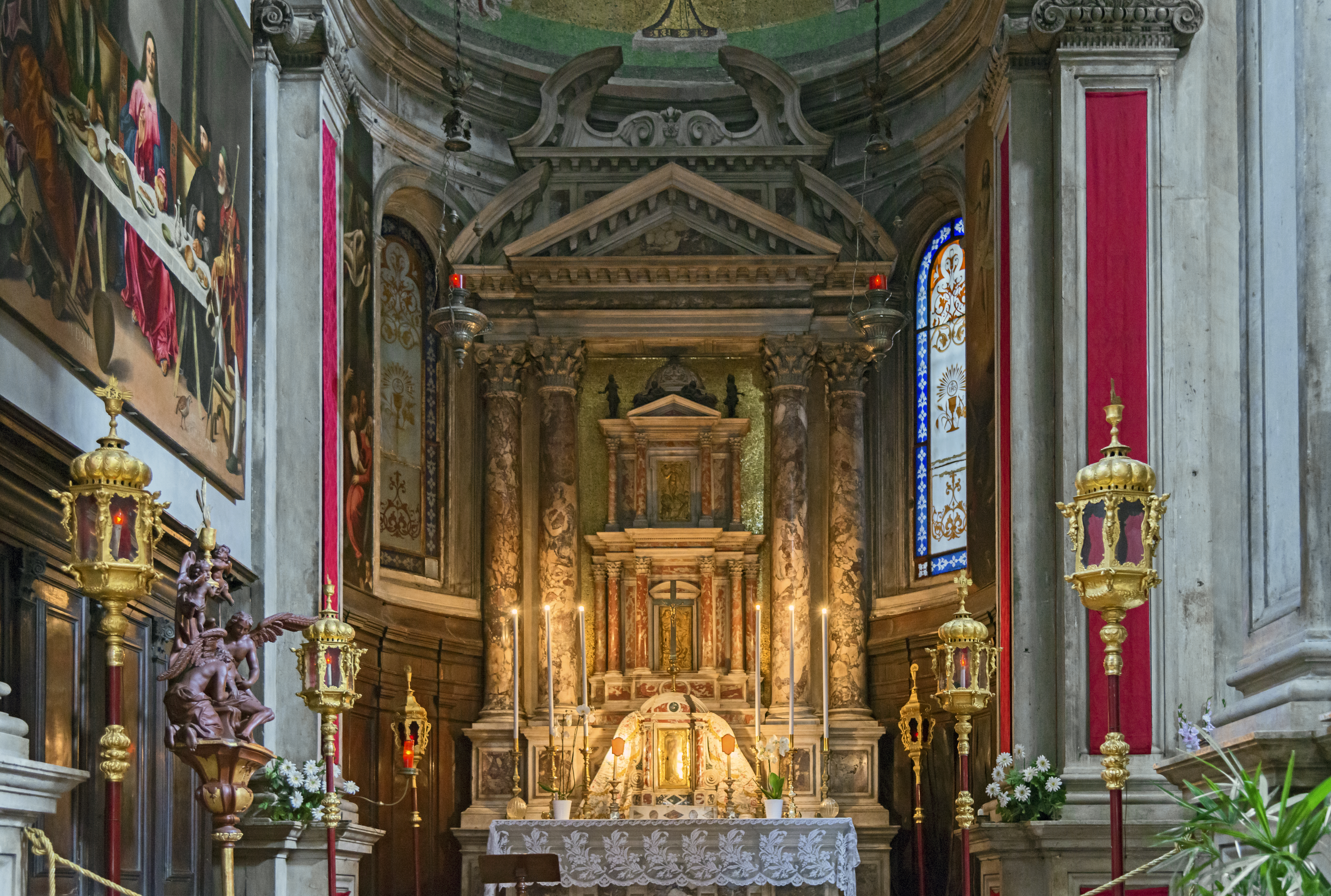
La Cappella del Santissimo Sacramento parata per le feste liturgiche.

La cappella si lega indissolubilmente all'attività di Antonio Contarini: lo si ritrova ritratto accanto ai simboli eucaristici all'interno del catino absidale, a sinistra con le vesti priorali di San Salvador, a destra con le insegne patriarcali. Si tratta di una decorazione musiva voluta dallo stesso Contarini per via testamentaria e conclusa nel 1523, a completa opera di Crisogono Novello, mosaicista in San Marco e prete della parrocchia di Sant'Agnese. Il Contarini aveva ottenuto l'altare nel 1513 e due anni prima vi si era installata la Scuola del Santissimo Sacramento.

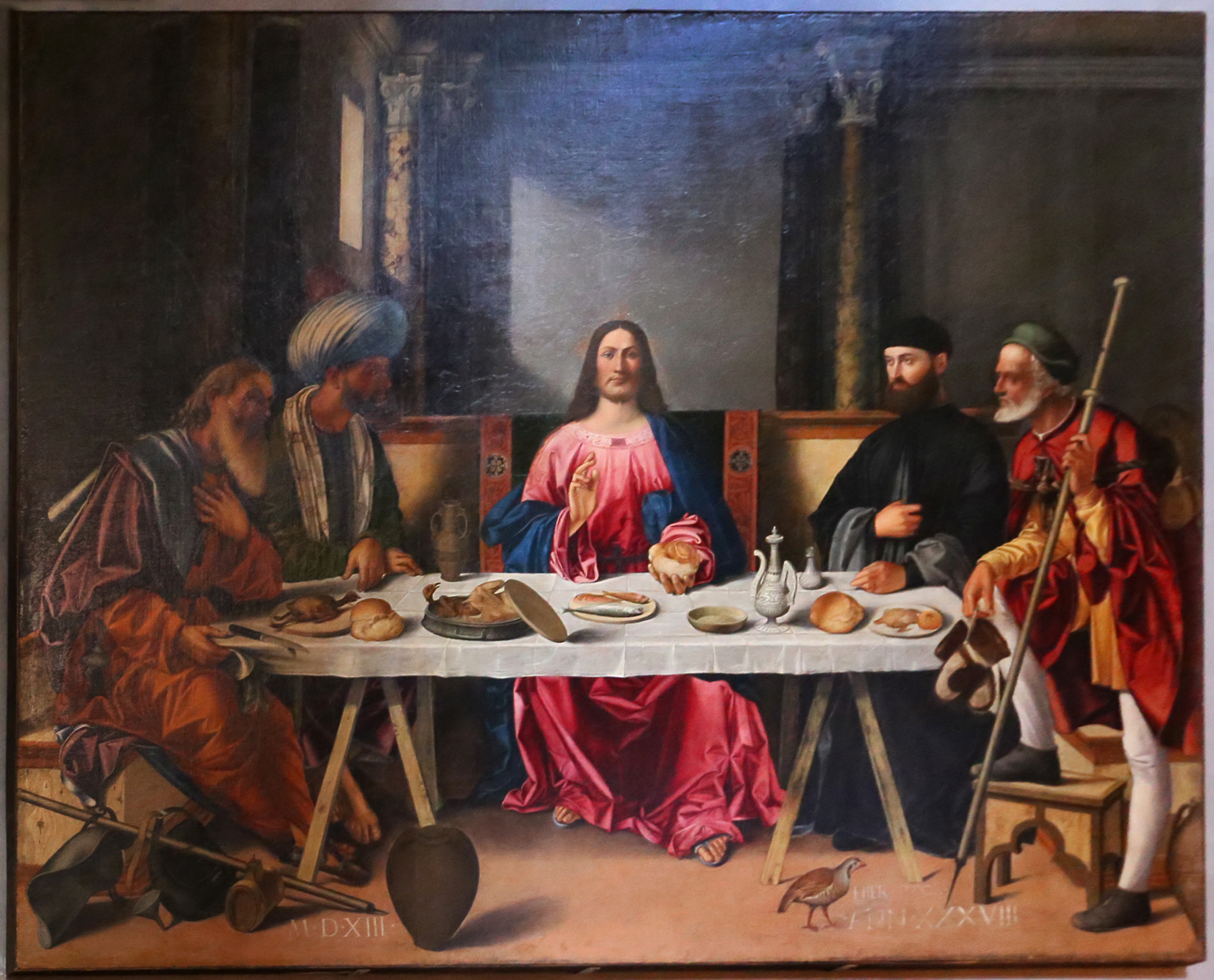
La Cena in Emmaus belliniana, 1513.

Tra i lasciti del Contarini per la Cappella del Santissimo in San Salvador bisogna contare anche la straordinaria Cena in Emmaus posta sin dalla prima metà del Cinquecento sulla parete destra. Fu Girolamo Priuli "dalle Porte" (raffigurato trentottenne nelle vesti di nobile veneto a tavola alla sinistra del Cristo) a donare direttamente al Patriarca la preziosa rappresentazione, togliendola dal suo portego presso il palazzo di famiglia a San Giacomo dell'Orio. La tela, datata 1513, è opera magnifica per impostazione e resa luministica, frutto di interventi di diverse e abilissime mani (forse Vittore Carpaccio) intervenute su un lavoro probabilmente iniziato da Giovanni Bellini. Prima di giungere nella cappella del Santissimo, il dipinto aveva ornato l'altare sguarnito di San Giovanni Evangelista su diretta indicazione del Contarini. L'attuale sistemazione risale al restauro del 1998, intervento che l'ha privata di una grande cornice incongrua. 
Il lunettone superiore raffigura la Resurrezione ed è opera attribuita a Stefano dell'Arzare e dipinta intorno al 1553 e restaurata nel 1987. L'altare con la serie di tabernacoli sovrapposti (eucaristico, il maggiore, delle reliquie della Passione i minori superiori) risale con ogni probabilità ad una serie di interventi avvenuti tra gli anni trenta e quaranta del Seicento a spese della Scuola del Santissimo Sacramento. Nella cappella è ora esposta un'insegna appartenente alla scuola, un compianto ai piedi del calice eucaristico, opera scolpita a tutto tondo nel legno di cirmolo nella seconda metà del Seicento. I dossali della metà del Settecento vennero eretti in prossimità dell'emanazione del decreto papale che rese la cappella privilegiata dell'indulgenza perpetua per chi sostasse a pregarvi. Tra le piccole tele presenti, spicca La Resurrezione, opera di Bonifacio de' Pitati (Zanetti).

##### Altare della Santa Famiglia

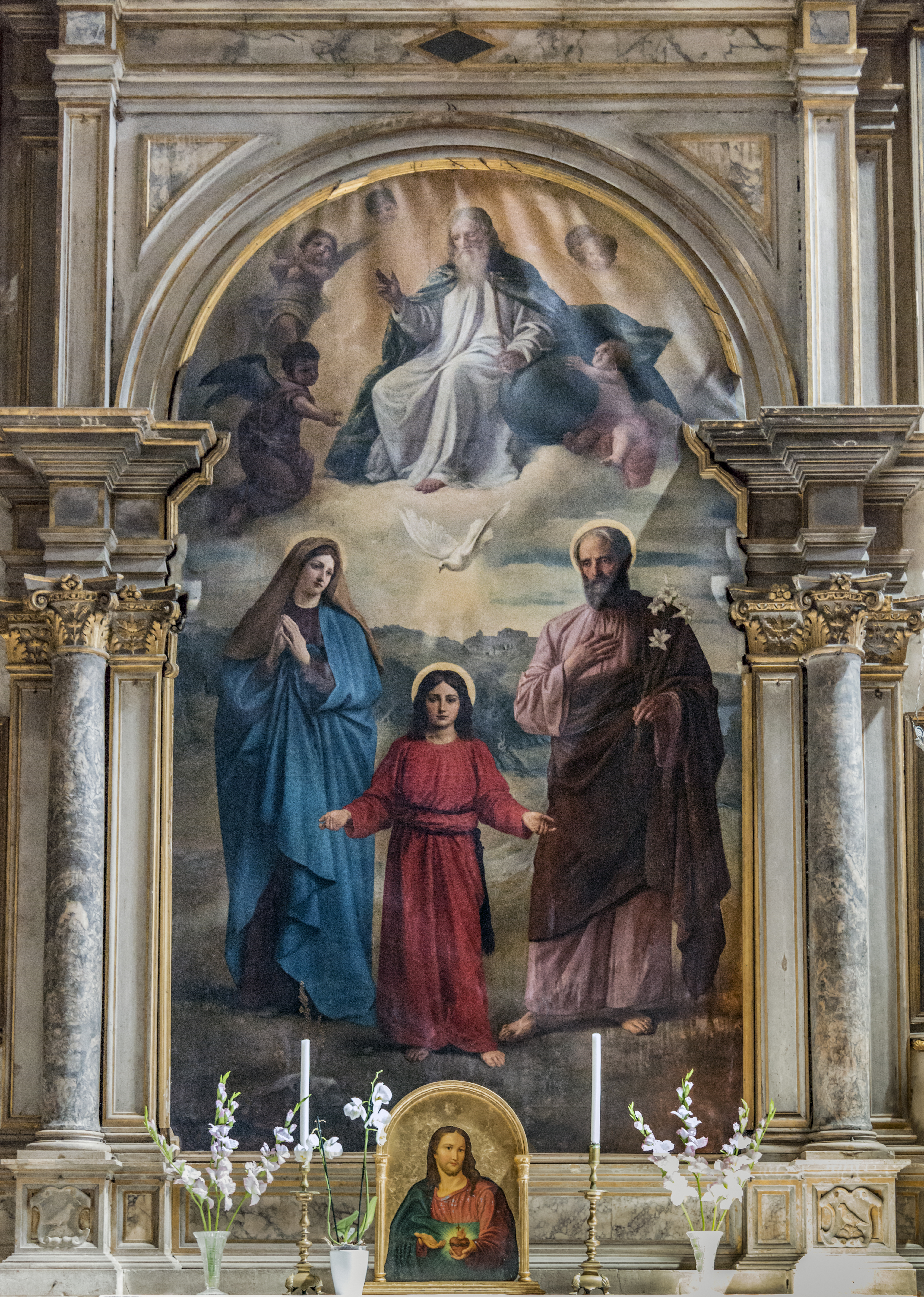
La Santa Famiglia di Lattanzio Querena

Il ricchissimo altare fu commissionato da Giacomo Pizzoni "da la seda" da Santa Marina il 2 aprile 1520, in sostituzione di un altare precedente probabilmente ligneo e dedicato a San Giovanni. Il Pizzoni fece fare ai piedi della predella il sepolcro per sé e famiglia, ancora intatto. Fu probabilmente in questo periodo che l'altare prese il titolo di San Lorenzo, quando venne completato con una pala lignea di Girolamo da Treviso. Nel 1675 Pasquale Pizzoni, discendente di Giacomo, perse per debiti la proprietà di sepolcro e altare che finirono all'asta. L'altare era già al tempo sotto la cura dalla Scuola dei Carbonai. Nel corso del Settecento la tavola di Girolamo da Treviso rovinò e venne sostituita da una nuova pala di Girolamo Brusaferro raffigurante San Lorenzo, Giacomo, Anna e Francesco di Sales, ora posta presso il transetto destro. L'attuale sistemazione con la tela della Santa Famiglia opera di Lattanzio Querena risale all'Ottocento quando, il complesso cinquecentesco, venne destinato alla devozione alla sacra Famiglia e all'infanzia di Cristo. I quadri ad edicola collocati ai lati del dossale raffigurano proprio l'infanzia e l'educazione di Gesù. La devozione del tempo per il titolo dell'altare è testiamoniata dai numerosi ex voto che lo circondano. Tutto il complesso risulta urgentemente bisognoso di restauro. Il lunettone sopra l'altare è opera cinquecentesca di Natalino da Murano e raffigura La Trinità e la Vergine ed è stata restaurata nel 1987.
La tavola di Girolamo da Treviso si trova ora posizionata – sebbene in condizioni assai lacunose – in via provvisoria dietro al dossale dell'Altar maggiore.

##### Monumento Corner e battistero
Frutto dell'ervegetismo di Giorgio Corner che lo volle negli anni '20 del Cinquecento assieme a quello posto dirimpetto, il monumento occupa l'intera testata del transetto, conludendola. Se inizialmente il lavoro venne affidato a Giovanni Maria Falconetto, venne portato a cantiere solo intorno al 1580 ad opera di Bernardino Contin e per ultimo rispetto a quello posto dirimpetto. Venne concluso intorno al 1584. Questo monumento doveva essere dedicato agli ultimi cardinali della casa Cornaro, Andrea e Alvise. Diversamente da quello dedicato a Caterina Cornaro, che corrisponde quasi in toto a questo, qui una falsa porta ospita il battistero, e al centro della composizione si apre un finestrone. La partitura architettonica, sostenuta da un alto basamento, permette l'alzarsi di quattro grandi semicolonne che sostengono trabeazione e frontoni. Corniciano corrispettivamente due urne, ai lati, sovrastate dalle figure reclinate dei cardinali Marco Corner e Francesco Corner trasportate dal monumento dirimpetto nella seconda metà dell'Ottocento. Sotto, in rilievo, gli stemmi cardinalizi sostenuti da putti. Al centro il rilievo raffigura la consegna del galero ad Alvise Corner. 
Entro la falsa porta, dietro il bel fonte battesimale coperto da un'elaborata calotta in rame dorato si trova la splendida tela Il battesimo di Gesù al Giordano di Nicolas Régnier.

##### Altare di San Carlo Borromeo
La splendida architettura secentesca di questo altare e la pala "tenebrosa" posta sul dossale si devono alla donazione del ricco mercante di sete e tessuti operati Grazioso Bontempelli operante al "fondaco del Calice" e originario di Brescia. Il di lui fratello Bartolomeo fece incrostare di marmo la parte di pavimento sotto la prima cupola, sotto cui fece l'avello familiare. L'altare venne ricostruito nel 1617 a sostituzione di uno precedente, dedicato alla Pietà. Al tempo, a sette anni dalla canonizzazione, si pensò di dedicarlo all'Arcivescovo milanese San Carlo Borromeo. 
In severo stile corinzio, mosso dalle sinuose e candide colonne marmoree che sostengono i frontoni sovrapposti, l'altare ospita una tela raffigurante, in alto, la Pietà, in basso San Carlo Borromeo coi ritratti di Grazioso Bontempelli e del fratello Bartolomeo; è bella opera di Sante Peranda. Il ritratto del Borromeo è probabilmente il primo che si fece in Venezia. 
Il sepolcro ai piedi dell'altare, coperto da lastra iscritta («D. O. M. | BARTHOLOMAEI CARGNONI | CINERES |POSUERE COMMISSARÎ | HAC DIE DECIMA OCTAVA MENSIS AUGUSTI | MDCLXII») appartiene a Bartolomeo Cargnoni merciaio all'insegna dello Struzzo d'oro, che per testamento volle la sepoltura a San Salvador (ottenuta nel 1639) e il completamento della facciata dell'Ospedaletto, adornata dal suo busto e da iscrizione onorifica.

##### Altare di Sant'Antonio Abate

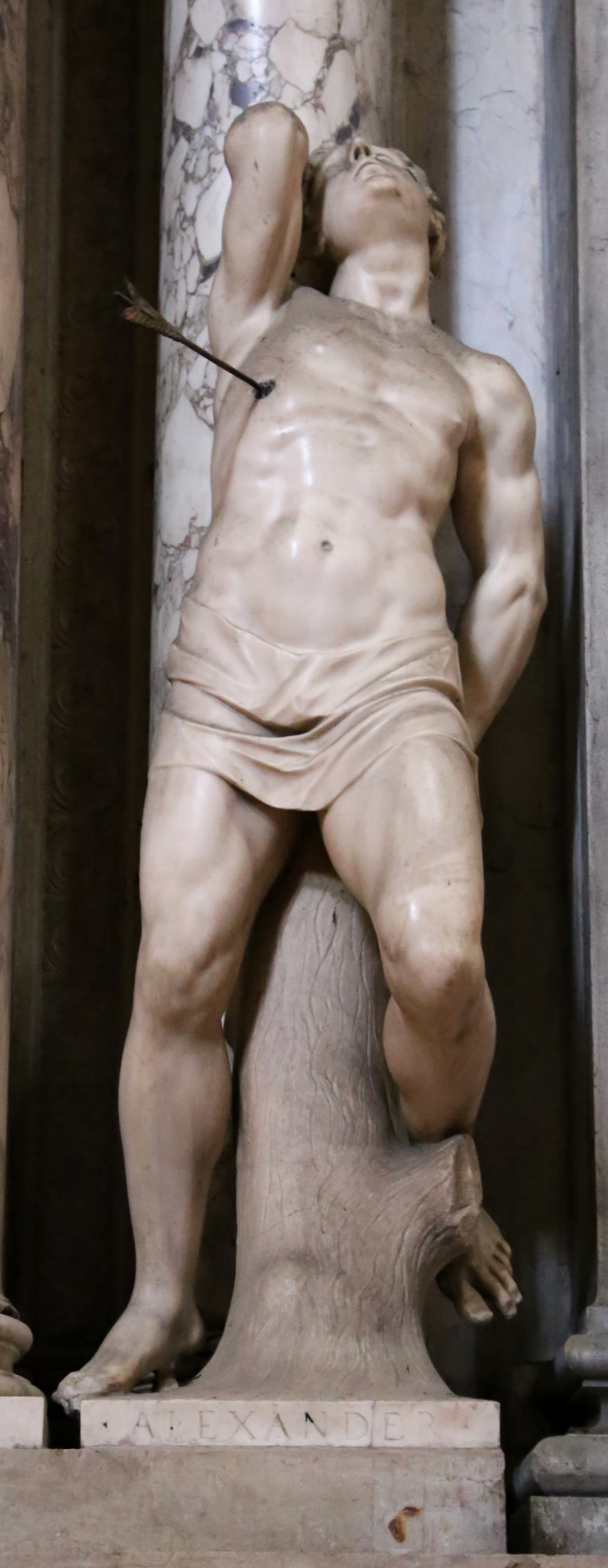
Altare di Sant'Antonio Abate, particolare del San Sebastiano di Alessandro Vittoria.

Precedentemente dedicato a San Giovanni, era l'altare dell'Arte degli Stagneri, creatori di manufatti in stagno che avevano come protettore proprio l'Evangelista. La non curanza da parte degli Stagneri portò i canonici a cedere il patronato al ricco mercante Giovanni d'Anna che decise di riedificarlo e di creare un tutt'uno armonico con l'altare dirimpetto, dell'Annunciazione, e quello maggiore. Il d'Anna commissionò a Tiziano una Crocifissione, che potesse connettersi con le altre tele del cadorino presenti in chiesa, proponendo tre momenti topici della vicenda evangelica sulla linea della salvazione dell'uomo: l'Incarnazione, la Trasfigurazione, la morte sulla Croce. Una serie di intoppi, tra cui la morte del d'Anna, fece saltare il progetto, sebbene Tiziano avesse già dipinto la pala, che finì altrove. Oggi si ritiene sia la tela tizianesca conservata presso la Pinacoteca Nazionale di Bologna. 

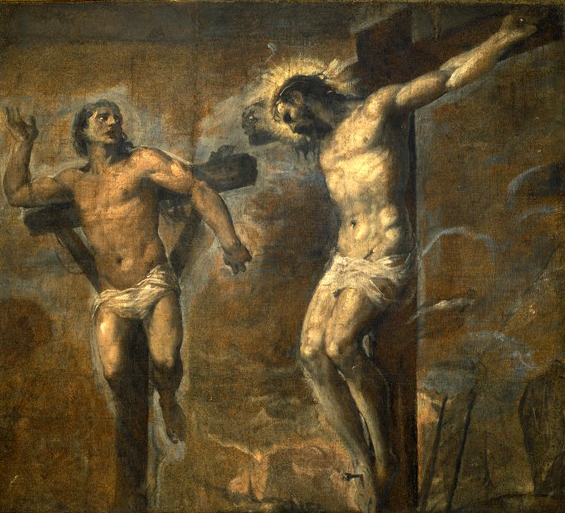
La Crocifissione e il buon ladrone di Tiziano Vecellio. Questa tela era probabilmente destinata all'altare ora dedicato a Sant'Antonio Abate.

Quello che era stato lasciato incompiuto, tra cui la mensa e gli angeli cerofori ora dislocati, venne affidato dai canonici alla Scuola dei Luganegheri, che completarono l'atare dedicandolo a Sant'Antonio Abate. Il santo con l'attributo del porcellino era il protettore della confraternita dei salumai, la Schola dei Luganegheri, che installò così a San Salvador la sua sede liturgica e la sepoltura comune, mentre alla Giudecca, presso la Scuola dei Luganegheri, avevo lo spazio di adunanza. Fu Alessandro Vittoria a completare l'imponente altare concluso da ricche decorazioni, tra cui spiccano le statue di San Rocco e San Sebastiano, firmate dallo stesso Vittoria. I due protettori contro la peste stanno ai lati di una grande pala, bella opera di Jacopo Palma il Giovane, che vede in alto la Vergine col Bambino Gesù, al centro la monumentale figura di Sant'Antonio Abate con ai lati i Santi Francesco e Giovanni Battista, restaurata nel 1985.
Il tabernacolo fu aggiunto nel 1729 per conservare una reliquia di Sant’Antonio Abate, pregio della Scuola, mentre sulla porticina appare stranamente un'esatta copia in miniatura dell'affresco che un tempo, nella Basilica del Santo, si riteneva il vero ritratto di Sant'Antonio di Padova.
Nei pressi dell'altare un sepolcro coperto da una lastra iscritta parzialmente leggibile ( «DARDI... | DUCENTESIMUM | ABHINC ... | VITA | ... | IOANNES MATT ... | BERNARDUS BEMB ... | M ...») ricorda la figura di Dardi Bembo conte di Sebenico e di Traù che nel 1323 fu capitano di galera contro i genovesi e nel 1330 ambasciatore presso l'imperatore Andronico in Costantinopoli. I fratelli Giovanni Matteo, Bernardo e David, probabilmente in occasione della rifabbrica della chiesa, lo vollero qui ricomposto nel 1537. Con ogni probabilità nei pressi dell'altare esisteva l'avello familiare della famiglia Bembo dove venne sepolto lo stesso Bernardo, padre di Pietro.

##### Porta alle Mercerie e organo

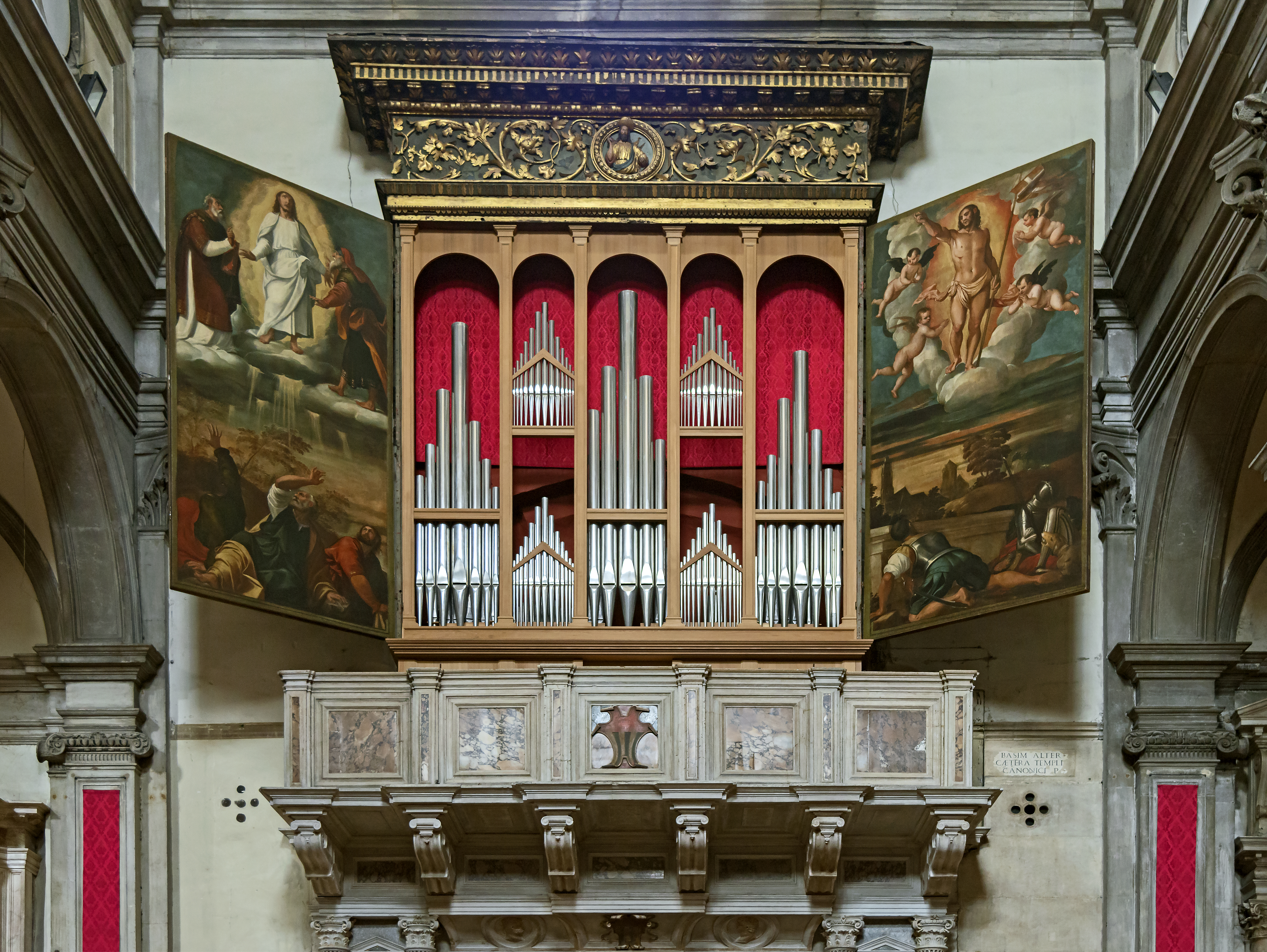
Il prospetto dell'organo.

Il prospetto inferiore nobilita la porta che conduce alla Merceria permettendo, attraverso un'elaborata mensola, un palco di cantoria su cui insiste l'imponente facciata dell'organo. Il lavoro in pietra d'Istria, solitamente riferito al Sansovino ma recentemente a Guglielmo dei Grigi, venne portato a compimento nel 1530 grazie ai lasciti di Girolamo Priuli: nell'alaborata architettura, ricca di inserti marmoerei, due nicchie abitate a destra da una statua raffigurante San Lorenzo, opera di Giacomo Fantoni Colonna, a sinistra un San Girolamo, lavoro di Danese Cattaneo. La cassa d'organo è pure cinquecentesca, di autore anonimo e conserva intatta la trabeazione sommitale, con fregio ornato a girali dorati su sfondo azzurro e da una figura a rilievo raffigurante il Cristo nelle sembianze del Salvator Mundi. Su questa sono fissate due portelle dipinte da Francesco Vecellio: quando chiuse, ossia nel tempo di Quaresima e di Avvento, a sinistra uno splendido San Teodoro vittorioso sul dragone e a destra 'Sant'Agostino consegna la regola ai canonici, quanto aperte, nel tempo di Pasqua, per annum, di Natale, a sinistra la Trasfigurazione e a destra la Resurrezione. Contrariamente a quanto riportato nelle fonti storiche, sempre allineate nell'assegnazione al fratello minore del Tiziano, recentemente è stato proposta l'attribuzione delle ante a Stefano Cernotto, un altro presunto allievo del Tiziano.
Le prime notizie circa la presenza di un organo a San Salvador a Venezia risalgono al XV secolo, ma fu probabilmente in concomitanza della consegna del fastoso prospetto in pietra che venne costruito un nuovo strumento collocato all'interno della cassa ancora esistente. Lo strumento cinquecentesco venne rimosso presumibilmente nel XVIII secolo e sostituito da un nuovo organo di costruttore anonimo, forse di scuola callidiana. La cassa esistente, per ospitare il nuovo prospetto a cuspide centrale con ali laterali, venne resa a campata unica e furono aggiunte due lesene ai lati e due drappeggi lignei sopra le canne. Il nuovo organo, nel corso dei secoli, subì diverse pesanti modifiche che snaturarono le sue originarie caratteristiche foniche e, verso la metà del XX secolo, finirono per renderlo muto. L'organo Ahrend contenuto attualmente nella cassa è una copia di un organo in stile veneto-cinquecentesco costruito all'organaro Jürgen Ahrend e compiuto agli inizi del 2010.

##### Altare di San Girolamo

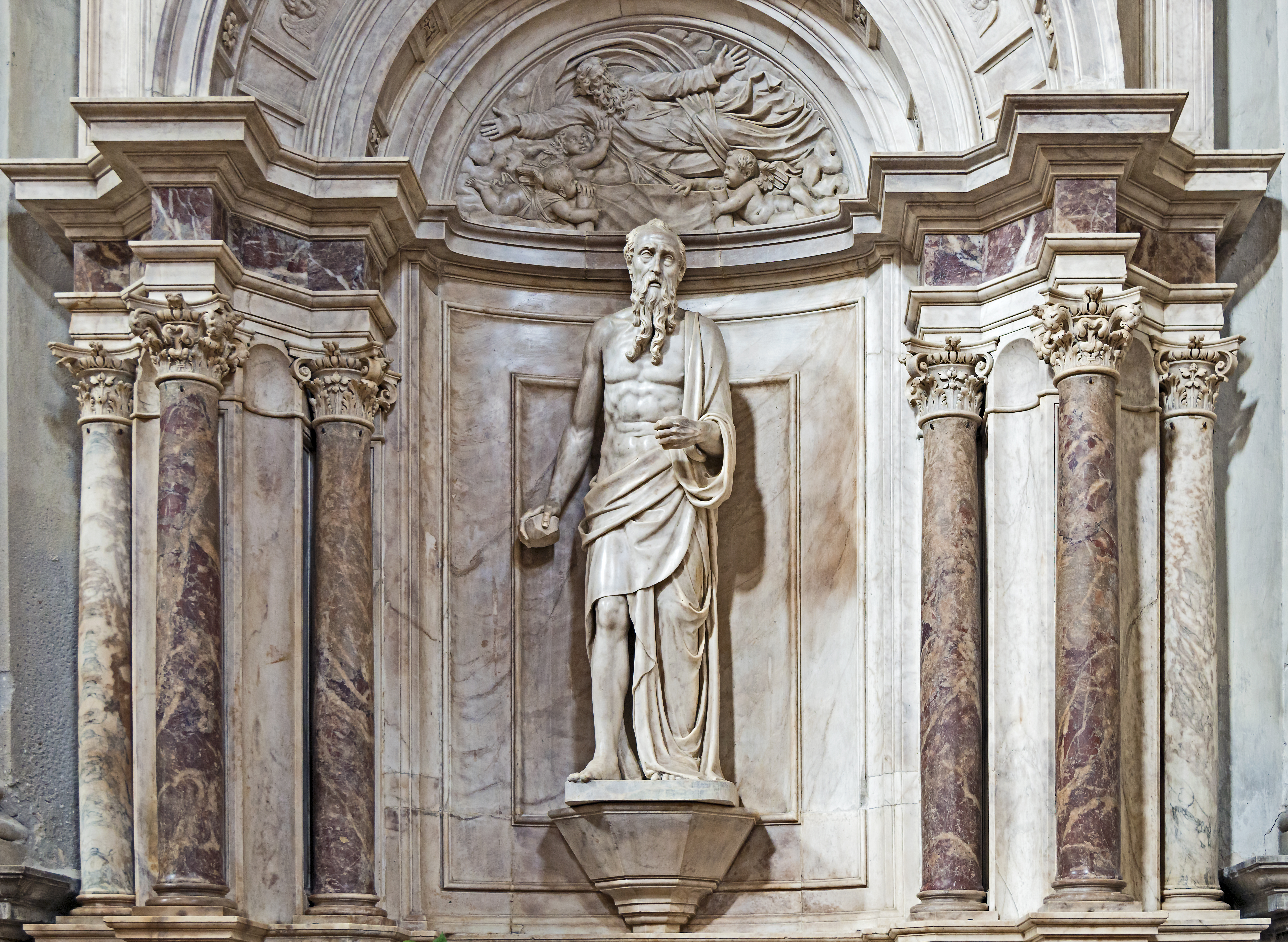
San Gerolamo di Tommaso da Lugano.

Il magnifico complesso è titolato a San Girolamo è fu voluto da Girolamo Priuli "dalle Porte" per poi collocare ai suoi piedi il suo sepolcro, che ancora esiste. L'architettura preziosissima, ricca di dettagli raffinati e finiture di altissima qualità si deve a Guglielmo dei Grigi. La statua di San Girolamo penitente, potente nella posa e nello sguardo, è lavoro altissimo di Tommaso da Lugano.

##### Monumento Priuli
L'imponente macchina architettonica è un monumento funebre dedicato alla memoria dei dogi fratelli Lorenzo Priuli e Girolamo Priuli. L'importanza della chiesa, la centralità e la simbolica importanza del luogo di culto per la Repubblica giocarono un ruolo nella scelta dello spazio del monumento, che non fu comunque scelto per la sepoltura dei due dogi, entrambi inumati presso la tomba di famiglia nella chiesa di San Domenico a Castello, oggi scomparsa. Il complesso paramento archiettonico, ricco di marmi neri pregiatissimi e finiture in bronzo fu ideato da Giovanni Antonio Rusconi ma portato a compimento da Alessandro Vittoria sotto la direzione di Cesare Franco. La parte basamentale appare percorsa da una panca marmorea. Il setto principale appare simmetrico e sostenuto nel mezzo da una sola colonna, con insolita soluzione. Le figure dei Dogi Priuli, policrome, vengono esaltate dal complesso dai toni lugubri. Sono opere di Giulio del Moro e si mostrano distese su cataletti direttmamente posti sopra urne. Nell’ordine apicale, i santi Girolamo e Lorenzo sono impressionanti opere di Giulio del Moro.
Di fronte al complesso architettonico è stato collocato, nel 1958, il Monumento a San Pio X opera scultorea di Antonio Baggio.
Nei pressi del monumento una lastra («IN CARNE PLANTATI...») copre il sepolcro terragno dei sacerdoti secolari che per mandato dei Canonici si occupavano della cura spirituale della parrocchia del Santissimo Salvatore.

##### Altare dei Santi Nicolò e Leonardo
L'altare venne eretto a seguito dell'incendio del 1741 seguendo l'impostazione di quello posto dirimpetto, forse su progetto di Giorgio Massari. Venne completato nel 1751, in elegante cromia bianco-verde e decorazioni riprese a foglia d'oro. Precedentemente esisteva un piccolo altare, posto sotto il coro pensile, dedicato a San Nicolò e assegnato alla Schola de devozion de San Nicolo. Questa, assieme alla Schola de devozion de San Lunardo, partecipò economicamente alla rifabbrica dell'altare unendo le due devozioni: venne commissionata a Giovanni Battista Piazzetta una pala che raffigurasse i due Santi, con l'aggiunta del beato Arcangelo Canetoli, ad espressa richiesta dei Canonici. La straordinaria pala del Piazzetta, mancato di vita durante il lavoro, fu portata a termine dal discepolo Domenico Maggiotto. L'altare è legato oggi alla storica devozione alla Madonna di Lourdes, che nella comunità di San Salvador fiorì in maniera particolare, come testimoniano i numerosi ex voto e le memorie comunitarie. Sull'altare sono collocate, dall'ottobre del 2024, le reliquie dei due pastorelli a cui apparve la Madonna di Fatima. 
Nei pressi dell'altare, lungo la controfacciata, Monumento al Patriarca Giuseppe Sarto elevato al Sommo Pontificato col nome di Pio X.

#### Parte destra (dal presbiterio)

##### Cappella di San Teodoro

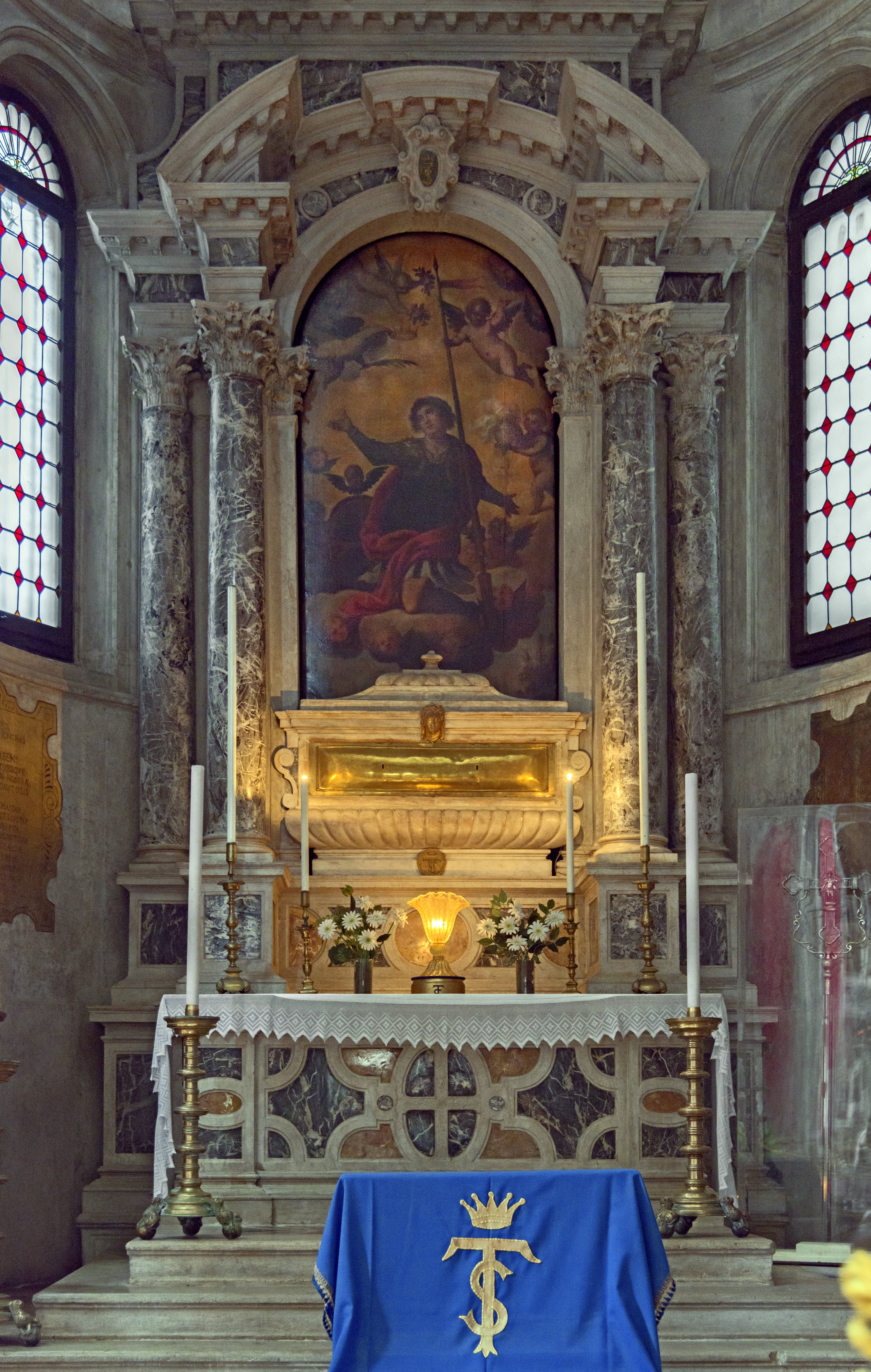
L'altare contenente l'urna di San Teodoro

La cappella venne compiuta entro la metà del Cinquecento perché il grande telero che raffigura Il martirio di San Teodoro, opera di Bonifacio de' Pitati (o recentemente attribuita a Stefano dall'Arzare) posta sulla parete destra, era già in loco nel 1553. Certamente seguirono interventi di riallestimento e ripristino, come la rifabbrica dell'altare compiuta nel 1628 e il conseguente ricollocamento delle reliquie del Santo, avvenuto in maniera solennissima il 13 dicembre dello stesso anno, con la partecipazione di tutta la Signoria veneta. Rovinata da un incendio nel 1691, la cappella venne restaurata in più riprese sino alla metà del secolo successivo, assumendo l'aspetto attuale. Sul dossale è presente la tela di Pietro Mera raffigurante La glora di San Toedoro. Sulla cupola ancora San Teodoro al cospetto della Beata Vergine, della cerchia di Jacopo Guarana. Sopra il telero, Gloria di San Teodoro di anonimo autore veneto del Sette-Ottocento.

##### Altare di San Leonardo

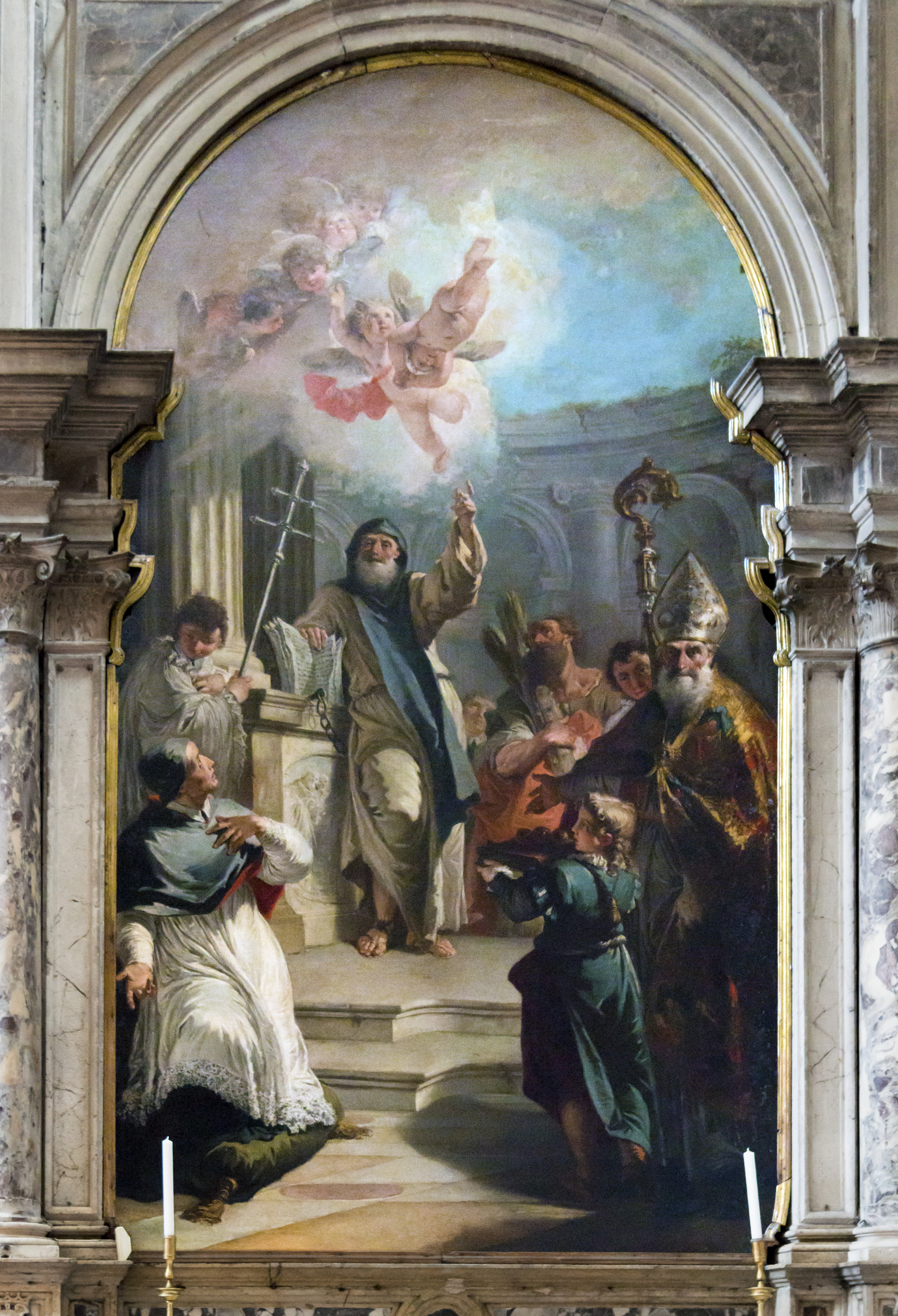
La pala di Francesco Fontebasso, San Leonardo con Sant'Andrea, San Nicolò e Lorenzo Giustiniani.

L'architettura è frutto di una ricostruzione avvenuta nel 1736 di un altare precedente, ligneo, e ciò a spese dei rami della famiglia Cornaro. Cosa inusuale al tempo, nella rifabbrica venne proposto uno stile di primo Cinqucento, evidentemente ritenuta più affine all'architettura esistente. Venne usato come modello l'attuale altare della Santa Famiglia. Ad adornare il dossale, un'introspettiva pala di Francesco Fontebasso, San Leonardo con Sant’Andrea, San Nicolò e San Lorenzo Giustiniani con la spettacolare figura di San Nicolò che invita lo spettatore nella scena sacra. La lunetta soprastante raffigura la Santissima Trinità ed è lavoro di Andrea Michiel detto il Vicentino (più recentemente attribuito a Girolamo Pilotti).

##### Monumento a Caterina Corner

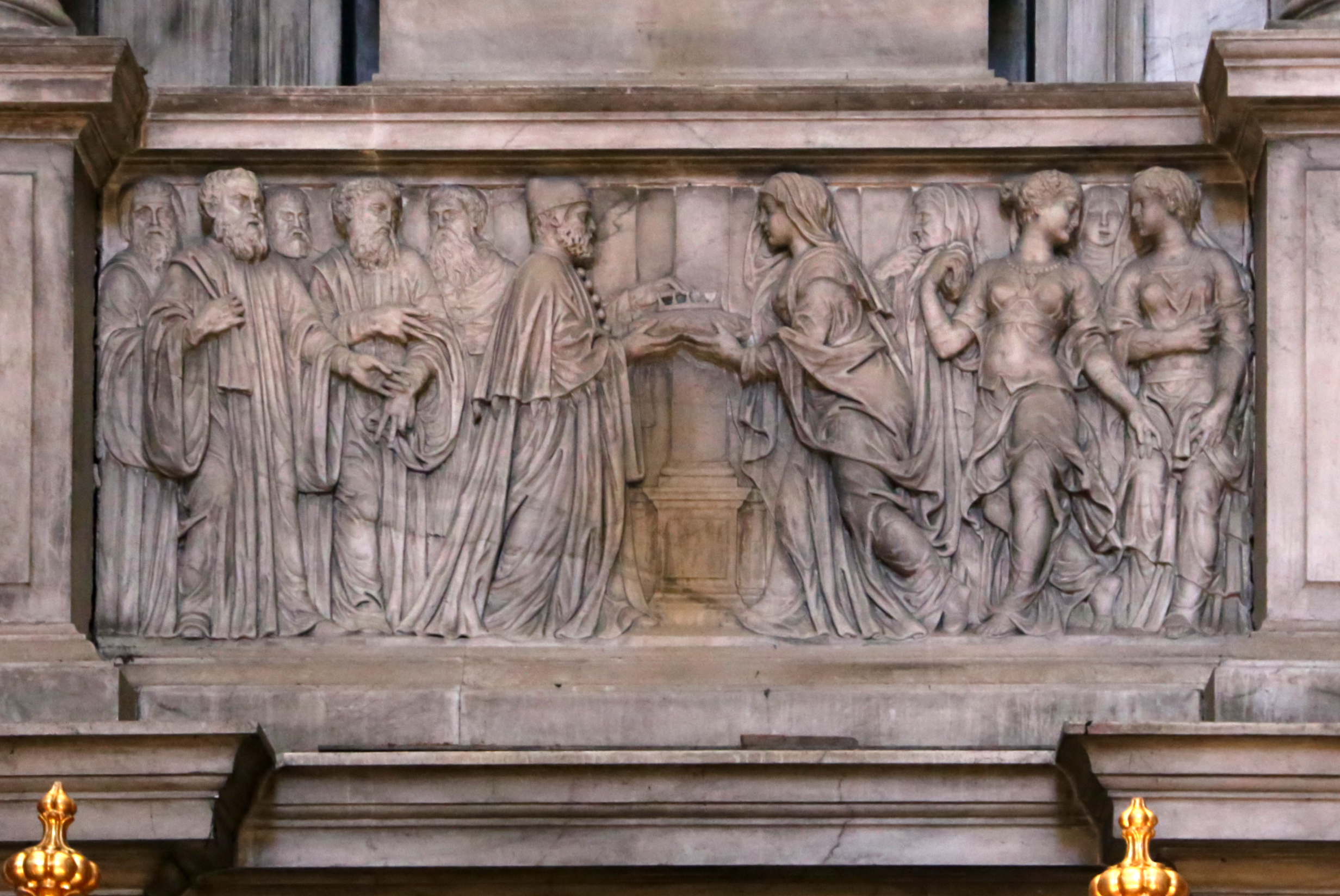
La regina Caterina porge la corona al doge Agostino Barbarigo, particolare del Monumento a Caterina Corner

Frutto dell'ervegetismo di Giorgio Corner che lo volle negli anni '20 del Cinquecento assieme a quello posto dirimpetto, il monumento occupa l'intera testata del transetto, conludendola. Se inizialmente il lavoro venne affidato a Giovanni Maria Falconetto, solo nel 1570 venne portato a cantiere ad opera di Bernardino Contin, in particolare tra il 1570 e il 1575. Primo ad essere eretto, venne pensato per riunire i "campioni" della famiglia, le ceneri della regina Caterina e quelle dei cardinali Marco e Francesco. Le statue giacenti dei due cardinali vennero compiute e poste al di sopra delle urne a loro dedicate, mentre nella nicchia centrale doveva essere collocata la figura assisa in trono della regina Caterina, opera mai eseguita. I restauri compiuti tra il 1868 e il 1879 portarono le statue dei cardinali nel monumento dirimpetto, come a "liberare" il monumento dalle presenze ecclesiastiche. Ecclesiastici restarono però i due stemmi a rilievo sottostanti le urne, coronati dal galero cardinalizio. A richiamo delle vicende della regina di Cipro sta il rilievo centrale, Caterina consegna al doge Agostino Barbarigo la corona di Cipro. Questi due altorilievi sono le uniche decorazioni plastiche che oggi muovono l'imponente paramento architettonico che, inversamente da quello dedicato cardinali Andrea e Alvise – che corrisponde quasi in toto a questo – ha la parte basalmentale aperta dalla porta solenne alla sacrestia. I resti di Caterina Cornaro, tolti dalla prima tomba ai Santi Apostoli intorno al 1570, vennero collocati in una cassa che venne posta sul retro del monumento, accanto a quelle dei porporati. Nel 1735, su impulso del priore don Gian Alberto De Grandi (poi vescovo di Chioggia), i tre rami della famiglia Cornaro si impegnarono a risistemare completamente il complesso momumentale, restaurando e ripristinando il transetto. Si diede maggiore aulicità al monumento ricostruendo gli altari contigui in stile cinquecentesco e dando definitiva sistemazione alle casse insepolte dei Cardinali e della Regina. Fu preparato un grande sepolcro terragno aperto ai piedi della porta della sacrestia. Sulla lastra di marmo bianco, contornata di nero, una ieratica iscrizione «Per mezzo di Dio, il più buono e il più grande – Ceneri di Caterina Cornaro regina di Cipro, Gerusalemme e Armenia». La cassa della Regina fu calata nella tomba durante una solenne cerimonia notturna avvenuta il 16 aprile 1737, e posta in cima a quelle dei parenti cardinali.

##### Altare di San Lorenzo Martire e dei santi Maddalena, Giacomo e Francesco di Sales

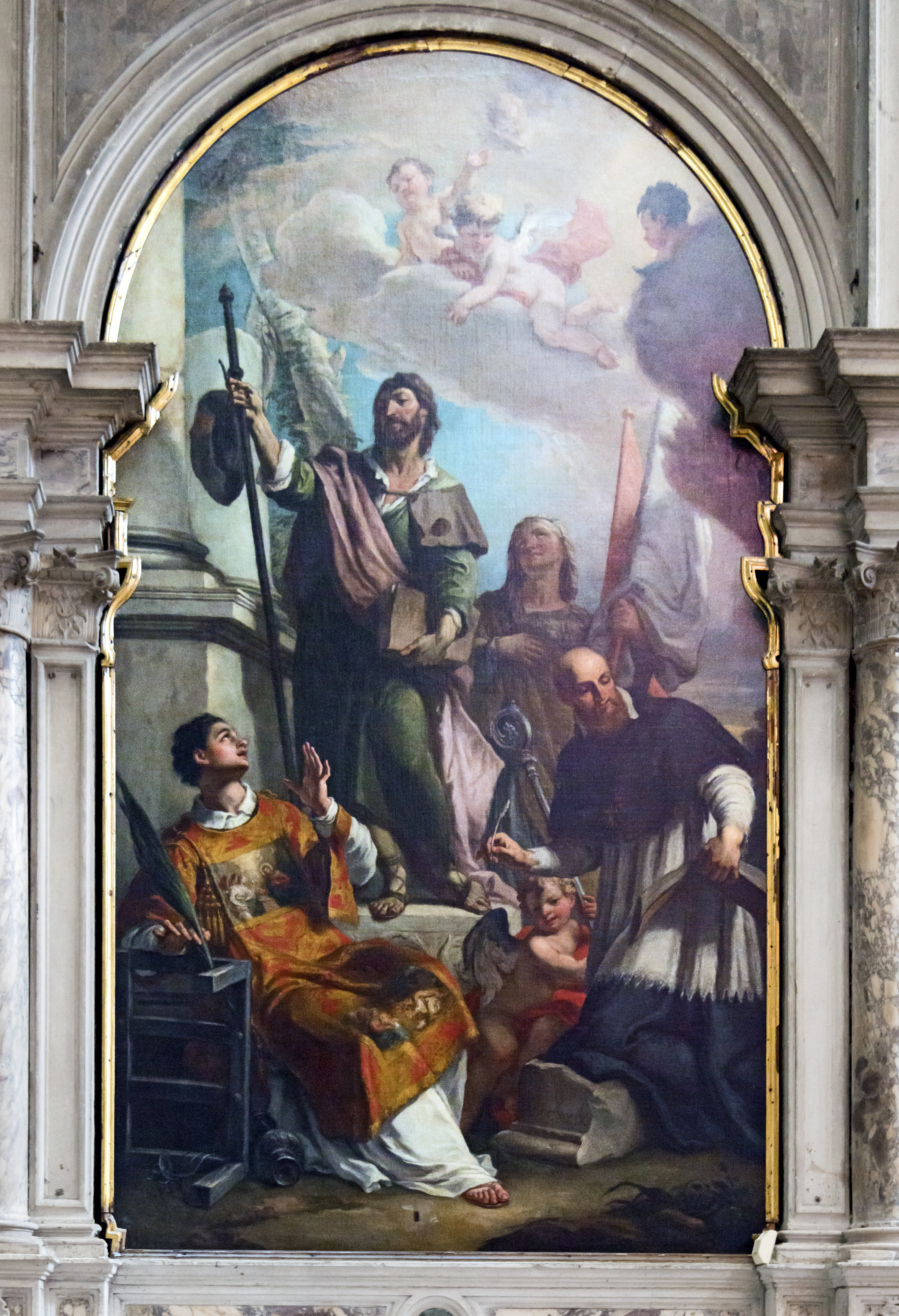
L'apostolo Giacomo tra i santi Lorenzo, Maria Maddalena et Francesco di Sales di Girolamo Brusaferro

L'antico altare ebbe il titolo di Sant'Agostino e poi di San Francesco di Paola. Il dossale nel tempo venne decorato da opere diverse: un polittico dedicato al Santo d'Ipona, opera di Lazzaro Bastiani, fu sostituito da una pala di Giovambattista Tiepolo di cui rimangono copie e bozzetti. Perita la pala tiepolesca in un incendio, Bartolomeo Nazari montò al suo posto una pala dedicata a San Francesco di Paola, evidentemente deperita in poco tempo perché ai primi dell'Ottocento si pensò di sostituirla con una nuova, per lavoro di Antonio Ragagioli. Ma il rinnovamento non avvenne che alla metà dell'Ottocento quando la pala di Girolamo Brusaferro, raffigurante San Giacomo tra i santi Lorenzo, Maria Maddalena e Francesco di Sales, opera datata 1729, venne ricollocata su questo altare dopo essere stata esposta per più di un secolo e mezzo presso l'altare ora dedicato alla Santa Famiglia.
L'architettura attuale, ricca di marmi, è una riproposizione dello stile del primo cinquecento commissionata dai tre rami dei Cornaro ed eretta nel 1736 in occasione di un restauro complessivo del transetto e del monumento della Regina Caterina.

##### Altare della Vergine Annunciata

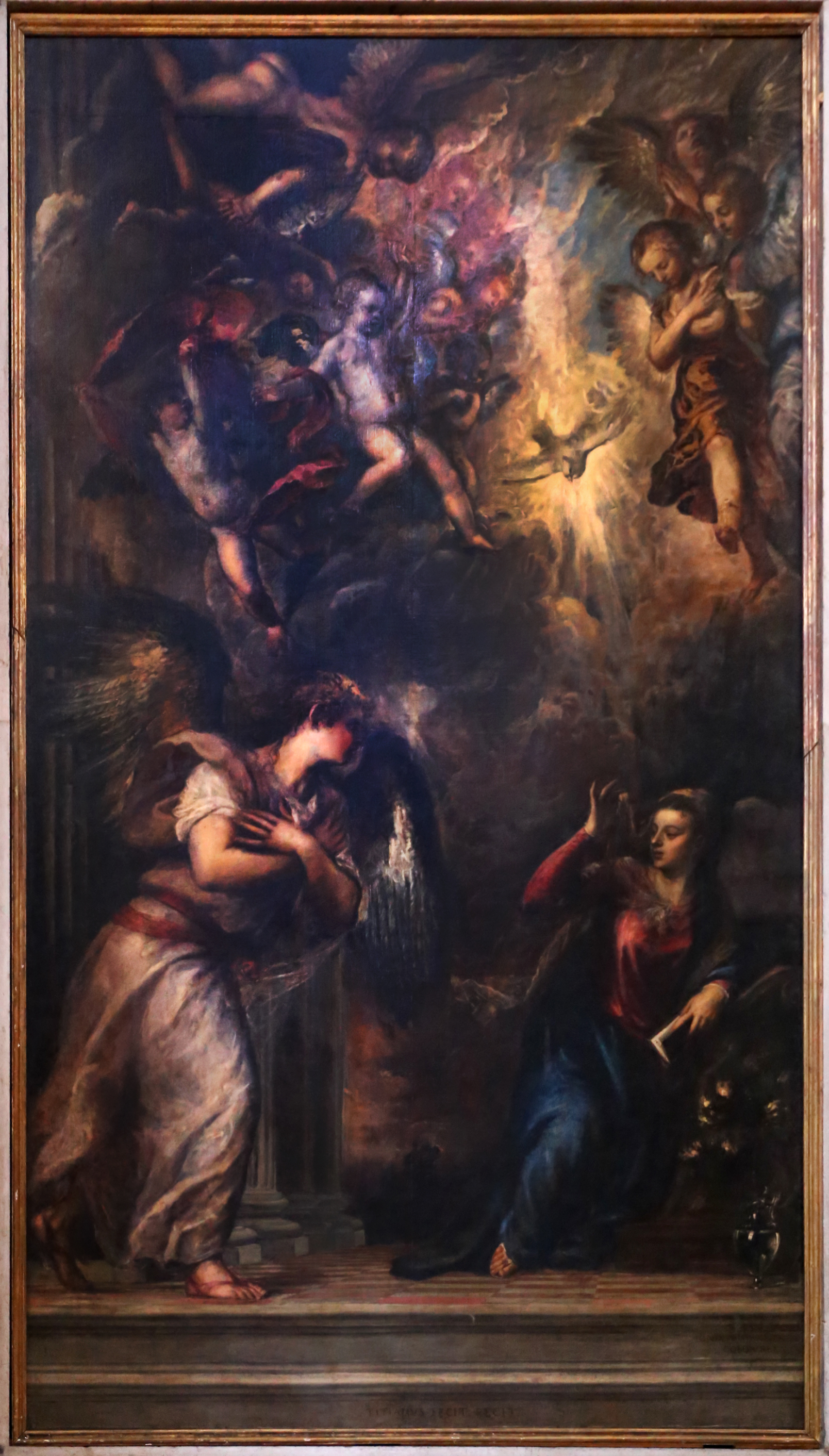
Annunciazione di Tiziano Vecellio

L'altare precedente, dedicato a Sant'Agostino (a cui la regola dei canonici regolari s'ispirava) venne ceduto nel 1560 al ricco Antonio Canovì, mercante all'insegna Della Vecchia a San Bartolomeo, che lo fece ricostruire su progetto di Jacopo Sansovino mutandone la titolazione. Il mirabile risultato architettonico del Sansovino venne completato dal capolavoro dell'età matura di Tiziano Vecellio, l'Annunciazione. La tela venne compiuta in cinque anni, tra il 1560 e il 1565, secondo la personalissima maniera sviluppata dall'artista tanto che la firmò ribando due volte di averla compiuta: “fecit fecit”.
Di fronte all'altare, il sepolcro terragno del Canovì. Tomba e giuspatronato dell'altare passarono sul finire del Seicento alla famiglia del conte Ludovico da Vigonza.

##### Monumento del doge Francesco Venier

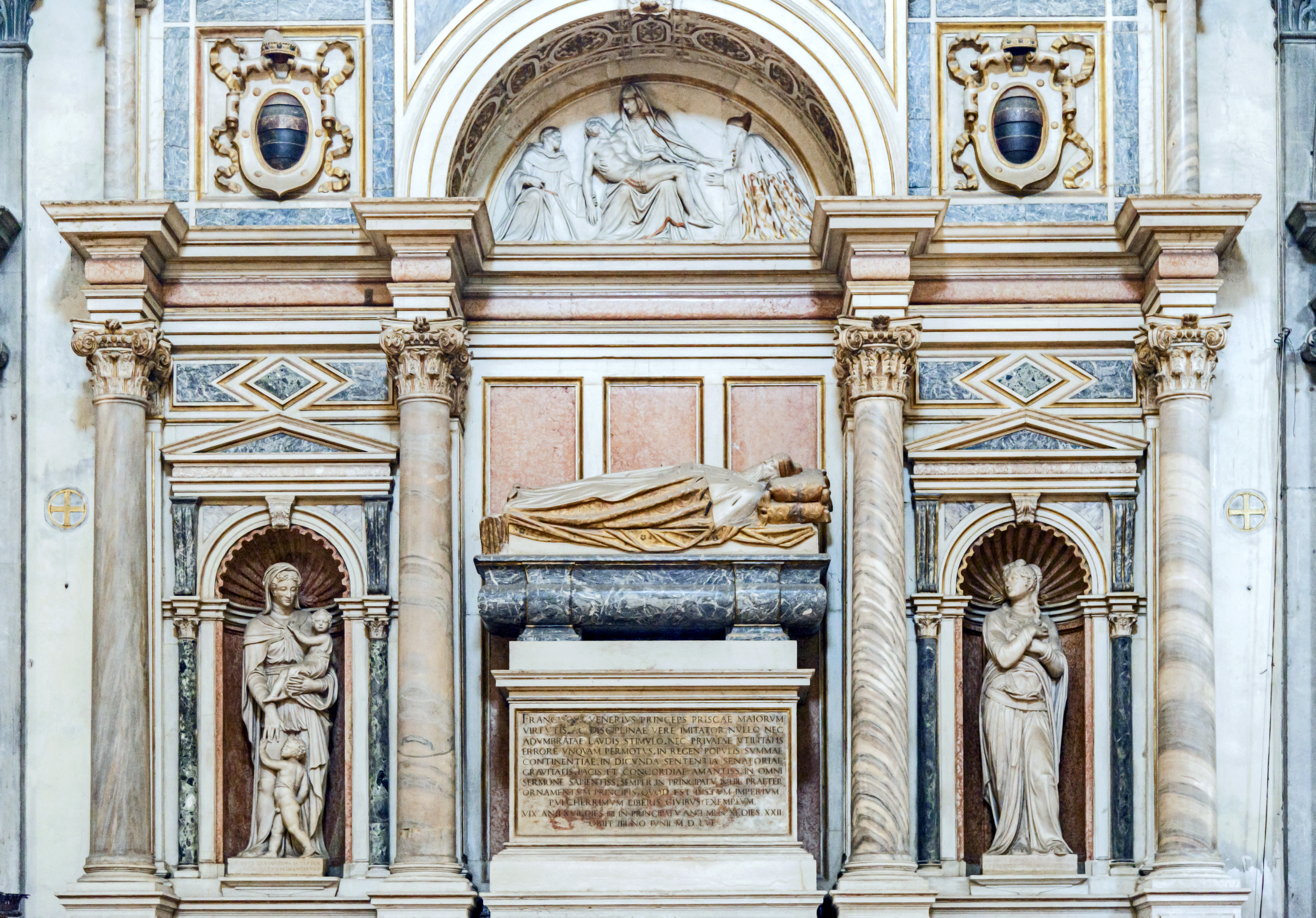
Monumento del doge Francesco Venier di Jacopo Sansovino, particolare.

Si tratta di uno dei più ricchi e compiuti monumenti ducali della metà del Cinquecento, opera straordinaria dedicata al doge Francesco Venier (1554-1556), ideata e realizzata da Jacopo Sansovino tra il 1556 e il 1561 su commissione di Pietro Venier, fratello del doge defunto. Al lavoro parteciparono anche altri artisti, come Alessandro Vittoria e forse Tommaso da Lugano.
Il registro inferiore si compone di un basamento percorso da un sedile di marmo sostenuto da robuste mensole (assai simile a quello della Loggetta).
Sul registro mediano quattro colonne di bel marmo grigio in ordine composito suddividono lo spazio: al centro la figura giacente del doge, rivestita degli abiti ducali, distesa sul cataletto posto sopra una finta urna, a sua volta retta da un basamento ove corre l'epitaffio dettato da Giovanni Donato. Tra i due intercolumni più stretti, entro elaborate edicole culminanti con un timpano, due figure allegoriche: a sinistra la Carità (attribuita a Tommaso da Lugano) e a destra la Fede (opera di Alessandro Vittoria).
Il registro superiore, l'arcone contiene il rilevo della Pietà, adorata dal doge Francesco presentato da Francesco d'Assisi. Nei quadri laterali gli stemmi Venier coronati dal berretto ducale.

##### Altare della Beata Vergine del Rosario

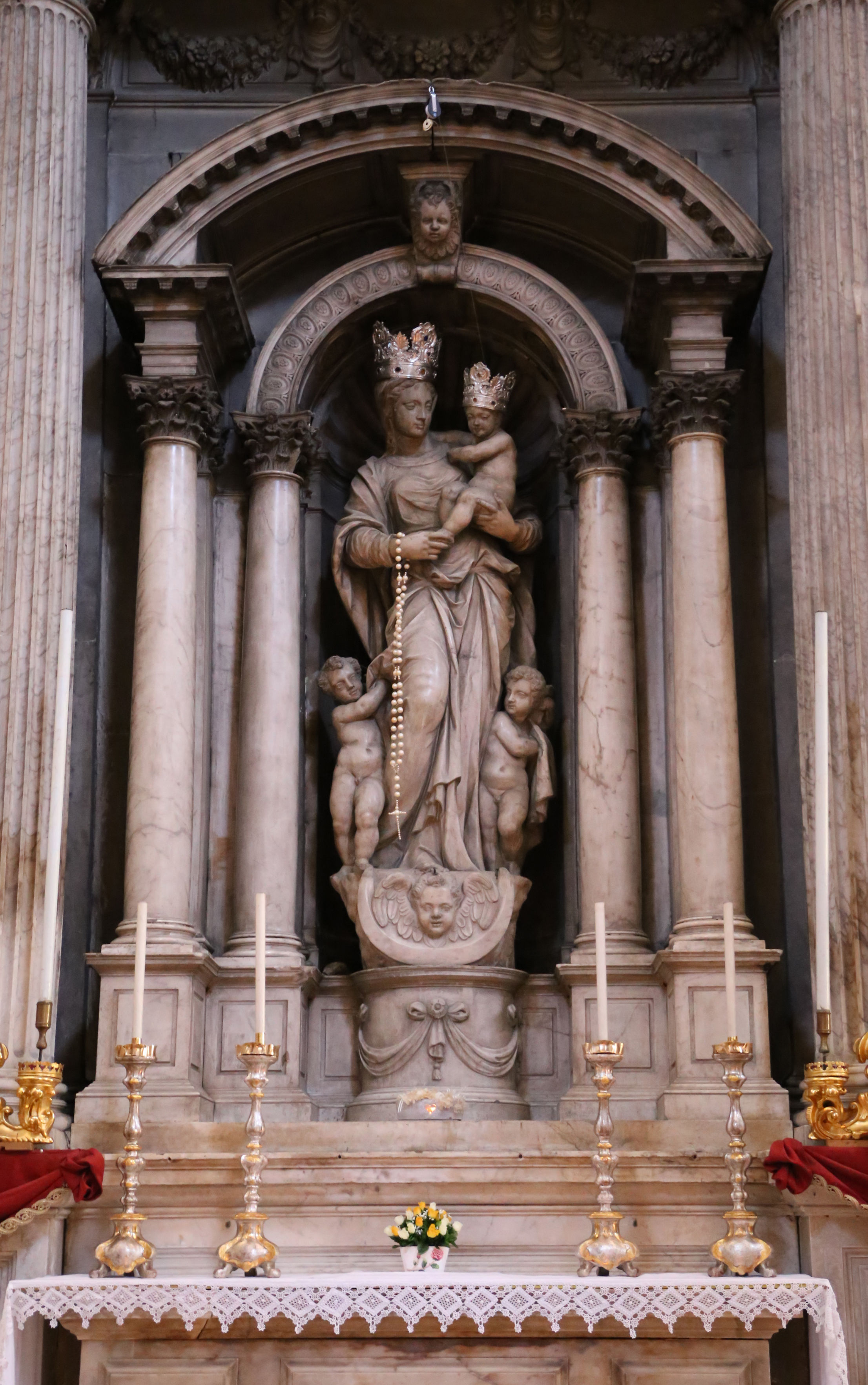
La Vergine del Rosario di Girolamo Campagna.

Il complesso formato da altare, decorazioni lapidee e statua della Vergine del Rosario, è una magnifica opera di Girolamo Campagna donata da Andrea Dolfin in occasione della sua investitura a Procuratore di San Marco de Supra. Il complesso, un tempo detto anche Madonna Granda, ruota intorno al magnifico gruppo plastico della Vergine: ll Bambin Gesù guarda i fedeli e indica la Madre come madre di tutti i credenti. Il riferimento è al passo evangelico di Giovanni: «Poi disse al discepolo: “Ecco tua madre”» (cfr. Gv 19,25-27). La Vergine ammira romanamente il Bambin Gesù mentre sotto di lei alcuni putti – i fedeli – si ascondono sotto le sue vesti, mosse dall'elegante movimento d'anca: è la nuova Eva immacolata (come si evince dalla luna ai suoi piedi), ponte tra Dio e gli uomini, rifugio dei peccatori.
L'altare era curato dalla Confraternita della Beata Vergine.

##### Monumento Dolfin
L'imponente monumento funebre venne eretto per volere di Andrea Dolfin, Procuratore di San Marco morto nel 1602, che lo volle per sé e per la moglie, Benedetta Pisani, morta nel 1595. L'imponente macchina architettonica venne progettata e realizzata da Giulio del Moro che scolpì, nella sua particoalre maniera, la statua del Salvatore, assieme alle statue dei Santi Andrea e Benedetto. I busti dei committenti si devono alla mano di Girolamo Campagna.

##### Altare dei morti

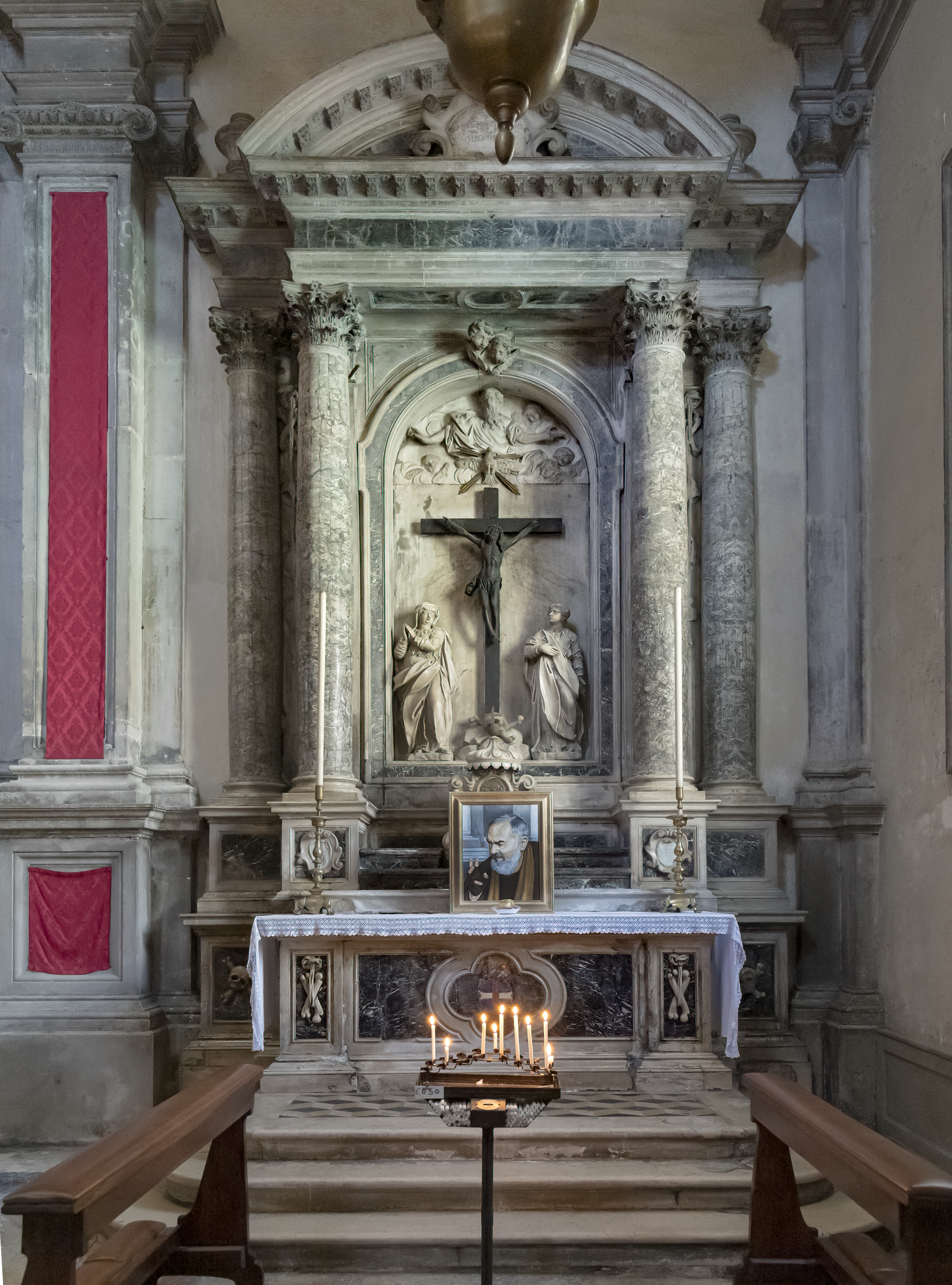
L'altare dei morti o del Crocifisso

L'altare dei morti o della Santa Croce, già privilegiato, venne ricostruito dopo l'incendio del 1741. La competenza dell'altare era della cinquecentesca Scuola della Santa Croce o del Crocifisso, vocata alla preparazione alla morte e per questo spesso affiancata alla Confraternita del Suffragio dei Morti, anch'essa appoggiata a questo altare. Nel 1742 venne presentato un modello in seguito approvato (20 giugno) col versamento di diciotto ducati. L'architettura (forse opera di Giorgio Massari), presto compiuta, venne decorata in équipe da una bottega in cui lavorava lo scultore Bortolo Modulo, il salpiapietra Girolamo Gazetta e il tajapiera Giuseppe Fadiglia. Il tono funebre delle decorazioni, le ossa e i teschi, ma anche l'uso di marmo nero e bianco risulta coerente con le finalità per cui l'altare venne eretto. La croce a tarsia marmorea posta al centro del paliotto richiama l'emblema della Scuola del Crocifisso. Nell'elaborato tabernacolo si conservava un'insigne reliquia della Santa Croce. A sottolineare il continuo uso quotidiano di questo altare sta l'apparato di carteglorie fissate direttamente all'architettura. Sul dossale si apre una breve nicchia dove è collocato un Crocifisso in bronzo, opera probabilmente seicentesca, e due figure piangenti, Maria Vergine e San Giovanni, dal patetismo assai accentuato e probabilmente provenienti da altrove, forse un tabernacolo esterno; ciò giustifica l'incongruenza di scala delle due figure rispetto al Crocifisso. In alto, il Padre Eterno.
Sul pilastro di fronte scorre l'iscrizione che fa memoria delle indulgenze di cui era stato arricchito l'altare da parte di papa Gregorio XIII. Sul pavimento una lastra iscritta («ANTONIO | GARDANO AC POST. | USQ . AD NOVISSIMUM DIEM OBIIT ANN. D. MDLXVIIII | MEN OCT. DIE XXVIII») copre il sepolcro di Antonio Gardano, celebre stampatore di musica e a sua volta compositore. Per via del suo lavoro conobbe tra i più grandi compositori del Cinquecento.
In prossimità dell'altare, in controfacciata, Monumento al Patriarca Domenico Agostini che – come si legge nell'epigrafe – durante il suo episcopato aveva particolarmente amato la chiesa di San Salvador. 

#### Sacrestia
La sacrestia venne costruita nel 1546 grazie ai lasciti di Girolamo Priuli nello spazio esistente tra la nuova chiesa e il campanile medievale. Si compone di un ampio vano a pianta quadrangolare alla quale si collegano, a nord e a sud, due appendici di più piccole dimensioni, entrambe cupolate e collegate al vano principale da due arcate uguali, poste dirimpetto. L'appendice a sud venne ricavata all'interno della torre campanaria, caratterizzata dall'altare a servizio della sacrestia, privato malauguratamente della mensa nell'Ottocento ma che conserva il dossale adornato da una tela settecentesca raffigurante il Salvator Mundi, e da due nicchie in cui venivano depositate le preziose reliquie della comunità, nicchie oggi ridotte ad armadio. Nell'appendice a nord, sempre cupolata e posta dirimpetto all'altra, venne eretto il prezioso lavabo e ricavato l'accesso di servizio alla cappella absidale destra e al presbiterio. L'imponente vano principale risulta accessibile dalla grande porta al centro della testata del transetto destro sotto al monumento di Caterina Corner. Costretta tra le costruzioni preesistenti, la sacrestia non poté essere dotata di molte finestre e le poche realizzabili non garantiscono una buona illuminazione dell'interno. Per sopperire, il registro superiore delle pareti venne mosso da tutti i lati da bifore dipinte a fresco aperte su un giardino virtuale. I tondi superiori sono abitati da uccelli autoctoni ed esotici, vi compaiono tra le prime raffigurazioni di pennuti provenienti dalle Americhe, come il tacchino e il pappagallo multicolore. La decorazione pittorica trasforma la sacrestia in un padiglione all'interno di in un giardino, o una vigna. Il paradisiaco giardino, forse opera di Camillo Mantovano, viene ripreso sul centro del soffitto nella ghirlanda ovale, carica di fiori e frutta, che contorna un Salvator Mundi. Quest'ultimo è opera di Francesco Vecellio.
Scavi recenti hanno portato alla luce una ricca pavimentazione musiva riferibile al XI e XII secolo (ora ricomposta accanto al lavabo), probabilmente appartenente alla vecchia chiesa medievale che in parte si ergeva sull'area poi occupata dal nuovo fabbricato rinascimentale.

#### Campanile
La grande torre del XII secolo è rimasta incompiuta sino alla fine dell'XIX secolo, quando venne conclusa in semplice ed efficace stile cinquecentesco per volere di monsignor Giuseppe Previtali che raccolse le intenzioni dei fedeli della parrocchia nel 1895. Il nuovo prezioso concerto di campane venne fuso dalla Premiata fonderia Daciano Colbachini in Padova e benedette dal patriarca Giuseppe Sarto nello stesso anno, il 3 marzo. Sei le nuove campane: la maggiore in nota di RE3. Il Tassini ricorda le iscrizioni di alcune campane precedenti parte di un concerto misto: Damiano e Pietro Colbachini di Angarano (data 1799) e Canciani di Venezia (data 1820).